# Centiméteres hullám

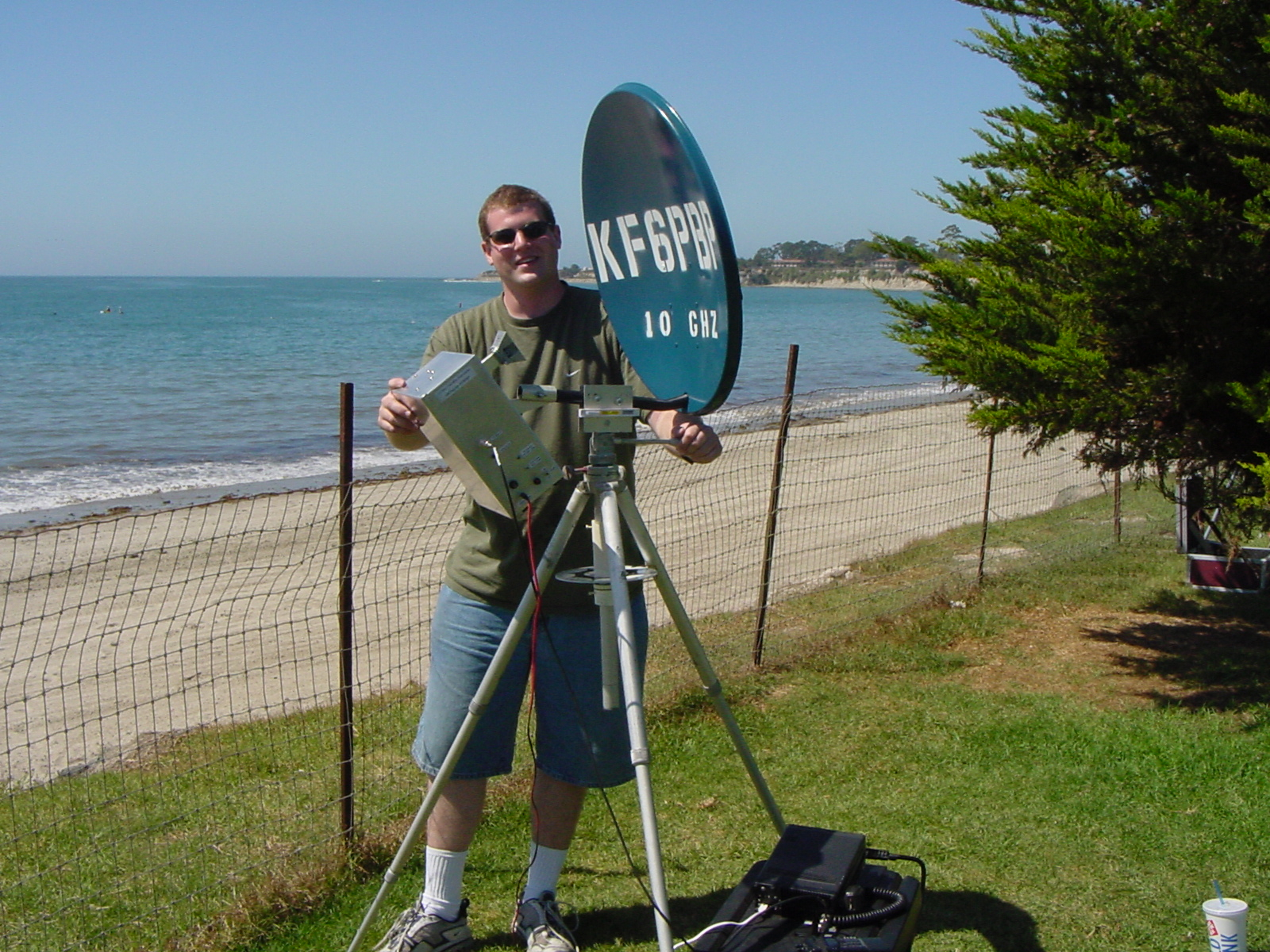
Kommunikáció centiméteres hullámon

A centiméteres hullám az 1 cm és 10 cm közötti hullámhosszú elektromágneses sugárzás. A centiméteres hullámú rádiófrekvenciás sugárzás frekvenciatartománya 3 – 30 GHz. Általánosan elterjedt az SHF rövidítés, amely az angol Super High Frequency elnevezésből származik. A magyar nyelvű szakirodalomban létezik még a CMH rövidítés is.
A centiméteres hullámokat nevezik mikrohullámnak is, az extrém-magas (EHF) frekvenciákkal egy kategóriában. Nem összetévesztendő a mikrométeres hullámokkal, amelyek már az infravörös tartományban vannak. A centiméteres hullámok fedik a következő mikrohullámú sáv sávokat: S, C, X, Ku, K, Ka.

## Terjedése[3]
Az 5 cm-nél hosszabb rádióhullámok semmilyen körülmények között sem szenvednek elnyelődést vagy szóródást a légkörben, így a troposzféra semmilyen hatást sem gyakorol erre a hullámtartományra. Gyakorlatban leginkább a közvetlen hullámú terjedés érvényesül.
Az 5 cm-nél rövidebb hullámok kétféle típusú elnyelő hatásnak vannak kitéve a légkörben:
- vízkicsapódás: eső, köd, jégeső, hó, pára. Ezeket nevezik hidrometeoroknak is.
- molekuláris elnyelődés: a levegő oxigénje és a gáz halmazállapotú vízmolekulák

### Vízcseppekben történő elnyelési folyamat
A ködcseppeken és vízcseppeken történő elnyelődési folyamat fő okozója a szóródási folyamat. A szóródás mechanizmusa a következő:
- a vízcsepp dielektromos tényezője nyolcvanszor nagyobb a levegő dielektromos tényezőjének
- a dielektromos tényezőből eredően a vízcseppek nyolcvanszor nagyobb eltolási áramot hoznak létre, mint a levegő
- az eltolási áramok következtében a vízcseppek dipólantennaként viselkednek
- mivel a vízcseppek antennaként viselkednek, így a felvett energiát szét is sugározzák
- a szétsugárzás az eredeti sugárzás energiájának rovására történik, ami veszteséget eredményez.

Az esőcseppek leggyakrabban 0.25 – 2 mm mérettartományban fordulnak elő, belátható, hogy a hullámhossz rövidülésével egyre közelebb kerül a mérettartományuk a félhullámhoz.

### Molekuláris elnyelődés
A molekuláris elnyelődes hatása a centiméteres hullámokon még elhanyagolható, egy keskeny frekvenciatartományt érint 22.3 GHz-nél. Itt a gázállapotú víznek van egy keskeny elnyelési vonala.

## Centiméteres hullámú elektromágneses hullámok előállátása

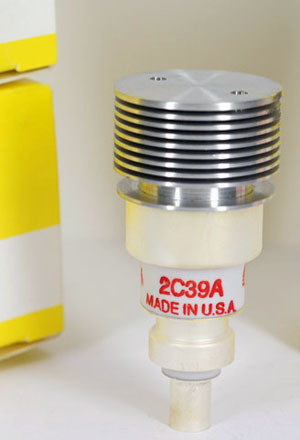
Nagy teljesítményű, centiméteres sávban üzemelő végerősítőcső

Centiméteres hullámtartományba eső rezgések hagyományos, rezgőkörön alapuló oszcillátorokkal nem állíthatók elő. Leginkább üregrezonátoron alapuló oszcillátorokkal, klisztronnal vagy magnetronnal állíthatók elő.
Centiméteres hullámtartományba eső rezgések pontos és folyamatosan hangolható előállítására legújabban az SDR (Software Defined Radio) technológia is kínál lehetőségeket. A kereskedelemben már kaphatók olyan eszközök, amelyek 6 GHz-ig képesek előállítani folyamatosan hangolható rádiófrekvenciás jelet.

## Felhasználása
A hullámhosszából eredően, deciméteres hullámok adására vagy vételére kis méretekkel készíthetők nagyobb nyereségű antennák, viszont az antennaelemek kialakítása már nagyon pontos megmunkálást igényel.
A centiméteres hullámok a hagyományos tápvonalakban nagy veszteséggel terjednek, emiatt az antennafejbe a primer sugárzóval egybeépített transzponáló áramkörre van szükség. A készülék és az antennarendszer között közvetlen tápvonalas csatlakozás nem valósítható meg.
Mivel észszerű méretekkel is kifejezetten nagy nyereségű antennák készíthetőek, a centiméteres hullámoknak kiemelkedő szerepük van a műholdas távközlésben.

### Centiméteres hullámok felhasználása a távközlésben
- Műholdas műsorszórás

- Amatőrrádiózás, Műholdas amatőrrádiózás

### Centiméteres hullámok felhasználása hálózati átvitelre
- Wi-Fi

- WiMax

### Egyéb rádiófrekvenciás alkalmazások
- Időjárás-radar

## Felosztása[4]
| ITU-1 | ITU-2 | ITU-3 | Magyarország |
| --- | --- | --- | --- |
| 3100–3300 MHz 1. RÁDIÓLOKÁCIÓ 2. Űrkutatás (aktív) 3. Műholdas Föld-kutatás (aktív) | 3100–3300 MHz 1. RÁDIÓLOKÁCIÓ 2. Űrkutatás (aktív) 3. Műholdas Föld-kutatás (aktív) | 3100–3300 MHz 1. RÁDIÓLOKÁCIÓ 2. Űrkutatás (aktív) 3. Műholdas Föld-kutatás (aktív) | 3100–3300 MHz 1. RÁDIÓLOKÁCIÓ 2. Űrkutatás (aktív) 3. Műholdas Föld-kutatás (aktív) |
| 3300–3400 MHz 1. RÁDIÓLOKÁCIÓ | 3300–3400 MHz 1. RÁDIÓLOKÁCIÓ 2. Amatőr 3. Állandóhelyű 4. Mozgó | 3300–3400 MHz 1. RÁDIÓLOKÁCIÓ 2. Amatőr | 3300–3400 MHz 1. RÁDIÓLOKÁCIÓ |
| 3400–3600 MHz 1. ÁLLANDÓHELYŰ 2. MŰHOLDAS ÁLLANDÓHELYŰ (űr–Föld irány) 3. MOZGÓ, a légi mozgó kivételével 4. Rádiólokáció                                                                    | 3400–3500 MHz 1. ÁLLANDÓHELYŰ 2. MŰHOLDAS ÁLLANDÓHELYŰ (űr–Föld irány) 3. MOZGÓ, a légi mozgó kivételével 4. Amatőr 5. Rádiólokáció                                                          | 3400–3500 MHz 1. ÁLLANDÓHELYŰ 2. MŰHOLDAS ÁLLANDÓHELYŰ (űr–Föld irány) 3. Amatőr 4. Mozgó 5. Rádiólokáció                                                                                    | 3400–3600 MHz 1. ÁLLANDÓHELYŰ 2. MŰHOLDAS ÁLLANDÓHELYŰ (űr–Föld irány) 3. MOZGÓ, a légi mozgó kivételével 5.430A 4. Rádiólokáció                                                                 |
| 3400–3600 MHz 1. ÁLLANDÓHELYŰ 2. MŰHOLDAS ÁLLANDÓHELYŰ (űr–Föld irány) 3. MOZGÓ, a légi mozgó kivételével 4. Rádiólokáció                                                                    | 3500–3600 MHz 1. ÁLLANDÓHELYŰ 2. MŰHOLDAS ÁLLANDÓHELYŰ (űr–Föld irány) 3. MOZGÓ, a légi mozgó kivételével 4. Rádiólokáció                                                                    | 3500–3600 MHz 1. ÁLLANDÓHELYŰ 2. MŰHOLDAS ÁLLANDÓHELYŰ (űr–Föld irány) 3. MOZGÓ, a légi mozgó kivételével 4. Rádiólokáció                                                                    | 3400–3600 MHz 1. ÁLLANDÓHELYŰ 2. MŰHOLDAS ÁLLANDÓHELYŰ (űr–Föld irány) 3. MOZGÓ, a légi mozgó kivételével 5.430A 4. Rádiólokáció                                                                 |
| 3600–4200 MHz 1. ÁLLANDÓHELYŰ 2. MŰHOLDAS ÁLLANDÓHELYŰ (űr–Föld irány) 3. Mozgó | 3600–3700 MHz 1. ÁLLANDÓHELYŰ 2. MŰHOLDAS ÁLLANDÓHELYŰ (űr–Föld irány) 3. MOZGÓ, a légi mozgó kivételével 4. Rádiólokáció                                                                    | 3600–3700 MHz 1. ÁLLANDÓHELYŰ 2. MŰHOLDAS ÁLLANDÓHELYŰ (űr–Föld irány) 3. MOZGÓ, a légi mozgó kivételével 4. Rádiólokáció                                                                    | 3600–4200 MHz 1. ÁLLANDÓHELYŰ 2. MŰHOLDAS ÁLLANDÓHELYŰ (űr–Föld irány) 3. Mozgó |
| 3600–4200 MHz 1. ÁLLANDÓHELYŰ 2. MŰHOLDAS ÁLLANDÓHELYŰ (űr–Föld irány) 3. Mozgó | 3700–4200 MHz 1. ÁLLANDÓHELYŰ 2. MŰHOLDAS ÁLLANDÓHELYŰ (űr–Föld irány) 3. MOZGÓ, a légi mozgó kivételével                                                                                    | | 3600–4200 MHz 1. ÁLLANDÓHELYŰ 2. MŰHOLDAS ÁLLANDÓHELYŰ (űr–Föld irány) 3. Mozgó |
| 4200–4400 MHz 1. (R) LÉGI MOZGÓ 2. LÉGI RÁDIÓNAVIGÁCIÓ | 4200–4400 MHz 1. (R) LÉGI MOZGÓ 2. LÉGI RÁDIÓNAVIGÁCIÓ | 4200–4400 MHz 1. (R) LÉGI MOZGÓ 2. LÉGI RÁDIÓNAVIGÁCIÓ | 4200–4400 MHz 1. (R) LÉGI MOZGÓ 2. LÉGI RÁDIÓNAVIGÁCIÓ |
| 4400–4500 MHz 1. ÁLLANDÓHELYŰ 2. MOZGÓ | 4400–4500 MHz 1. ÁLLANDÓHELYŰ 2. MOZGÓ | 4400–4500 MHz 1. ÁLLANDÓHELYŰ 2. MOZGÓ | 4400–4500 MHz 1. ÁLLANDÓHELYŰ 2. MOZGÓ |
| 4500–4800 MHz 1. ÁLLANDÓHELYŰ 2. MŰHOLDAS ÁLLANDÓHELYŰ (űr–Föld irány) 3. MOZGÓ | 4500–4800 MHz 1. ÁLLANDÓHELYŰ 2. MŰHOLDAS ÁLLANDÓHELYŰ (űr–Föld irány) 3. MOZGÓ | 4500–4800 MHz 1. ÁLLANDÓHELYŰ 2. MŰHOLDAS ÁLLANDÓHELYŰ (űr–Föld irány) 3. MOZGÓ | 4500–4800 MHz 1. ÁLLANDÓHELYŰ 2. MŰHOLDAS ÁLLANDÓHELYŰ (űr–Föld irány) 3. MOZGÓ |
| 4800–4990 MHz 1. ÁLLANDÓHELYŰ 2. MOZGÓ 3. Rádiócsillagászat | 4800–4990 MHz 1. ÁLLANDÓHELYŰ 2. MOZGÓ 3. Rádiócsillagászat | 4800–4990 MHz 1. ÁLLANDÓHELYŰ 2. MOZGÓ 3. Rádiócsillagászat | 4800–4825 MHz 1. ÁLLANDÓHELYŰ 2. MOZGÓ 3. Rádiócsillagászat |
| 4800–4990 MHz 1. ÁLLANDÓHELYŰ 2. MOZGÓ 3. Rádiócsillagászat | 4800–4990 MHz 1. ÁLLANDÓHELYŰ 2. MOZGÓ 3. Rádiócsillagászat | 4800–4990 MHz 1. ÁLLANDÓHELYŰ 2. MOZGÓ 3. Rádiócsillagászat | 4825–4835 MHz 1. ÁLLANDÓHELYŰ 2. MOZGÓ, a légi mozgó kivételével 3. Rádiócsillagászat |
| 4800–4990 MHz 1. ÁLLANDÓHELYŰ 2. MOZGÓ 3. Rádiócsillagászat | 4800–4990 MHz 1. ÁLLANDÓHELYŰ 2. MOZGÓ 3. Rádiócsillagászat | 4800–4990 MHz 1. ÁLLANDÓHELYŰ 2. MOZGÓ 3. Rádiócsillagászat | 4835–4950 MHz 1. ÁLLANDÓHELYŰ 2. MOZGÓ 3. Rádiócsillagászat |
| 4800–4990 MHz 1. ÁLLANDÓHELYŰ 2. MOZGÓ 3. Rádiócsillagászat | 4800–4990 MHz 1. ÁLLANDÓHELYŰ 2. MOZGÓ 3. Rádiócsillagászat | 4800–4990 MHz 1. ÁLLANDÓHELYŰ 2. MOZGÓ 3. Rádiócsillagászat | 4950–4990 MHz 1. ÁLLANDÓHELYŰ 2. MOZGÓ, a légi mozgó kivételével 3. Műholdas Föld-kutatás (passzív) 4. Rádiócsillagászat 5. Űrkutatás (passzív)                                                  |
| 4990–5000 MHz 1. ÁLLANDÓHELYŰ 2. MOZGÓ, a légi mozgó kivételével 3. RÁDIÓCSILLAGÁSZAT 4. Űrkutatás (passzív)                                                                                 | 4990–5000 MHz 1. ÁLLANDÓHELYŰ 2. MOZGÓ, a légi mozgó kivételével 3. RÁDIÓCSILLAGÁSZAT 4. Űrkutatás (passzív)                                                                                 | 4990–5000 MHz 1. ÁLLANDÓHELYŰ 2. MOZGÓ, a légi mozgó kivételével 3. RÁDIÓCSILLAGÁSZAT 4. Űrkutatás (passzív)                                                                                 | 4990–5000 MHz 1. ÁLLANDÓHELYŰ 2. MOZGÓ, a légi mozgó kivételével 3. RÁDIÓCSILLAGÁSZAT 4. Űrkutatás (passzív)                                                                                     |
| 5000–5010 MHz 1. MŰHOLDAS (R) LÉGI MOZGÓ 2. LÉGI RÁDIÓNAVIGÁCIÓ 3. MŰHOLDAS RÁDIÓNAVIGÁCIÓ (Föld–űr irány)                                                                                   | 5000–5010 MHz 1. MŰHOLDAS (R) LÉGI MOZGÓ 2. LÉGI RÁDIÓNAVIGÁCIÓ 3. MŰHOLDAS RÁDIÓNAVIGÁCIÓ (Föld–űr irány)                                                                                   | 5000–5010 MHz 1. MŰHOLDAS (R) LÉGI MOZGÓ 2. LÉGI RÁDIÓNAVIGÁCIÓ 3. MŰHOLDAS RÁDIÓNAVIGÁCIÓ (Föld–űr irány)                                                                                   | 5000–5010 MHz 1. MŰHOLDAS (R) LÉGI MOZGÓ 2. LÉGI RÁDIÓNAVIGÁCIÓ 3. MŰHOLDAS RÁDIÓNAVIGÁCIÓ (Föld–űr irány)                                                                                       |
| 5010–5030 MHz 1. MŰHOLDAS (R) LÉGI MOZGÓ 2. LÉGI RÁDIÓNAVIGÁCIÓ 3. MŰHOLDAS RÁDIÓNAVIGÁCIÓ (űr–Föld irány) (űr–űr irány)                                                                     | 5010–5030 MHz 1. MŰHOLDAS (R) LÉGI MOZGÓ 2. LÉGI RÁDIÓNAVIGÁCIÓ 3. MŰHOLDAS RÁDIÓNAVIGÁCIÓ (űr–Föld irány) (űr–űr irány)                                                                     | 5010–5030 MHz 1. MŰHOLDAS (R) LÉGI MOZGÓ 2. LÉGI RÁDIÓNAVIGÁCIÓ 3. MŰHOLDAS RÁDIÓNAVIGÁCIÓ (űr–Föld irány) (űr–űr irány)                                                                     | 5010–5030 MHz 1. MŰHOLDAS (R) LÉGI MOZGÓ 2. LÉGI RÁDIÓNAVIGÁCIÓ 3. MŰHOLDAS RÁDIÓNAVIGÁCIÓ (űr–Föld irány) (űr–űr irány)                                                                         |
| 5030–5091 MHz 1. (R) LÉGI MOZGÓ 2. MŰHOLDAS (R) LÉGI MOZGÓ 3. LÉGI RÁDIÓNAVIGÁCIÓ | 5030–5091 MHz 1. (R) LÉGI MOZGÓ 2. MŰHOLDAS (R) LÉGI MOZGÓ 3. LÉGI RÁDIÓNAVIGÁCIÓ | 5030–5091 MHz 1. (R) LÉGI MOZGÓ 2. MŰHOLDAS (R) LÉGI MOZGÓ 3. LÉGI RÁDIÓNAVIGÁCIÓ | 5030–5091 MHz 1. (R) LÉGI MOZGÓ 2. MŰHOLDAS (R) LÉGI MOZGÓ 3. LÉGI RÁDIÓNAVIGÁCIÓ |
| 5091–5150 MHz 1. MŰHOLDAS ÁLLANDÓHELYŰ (Föld–űr irány) 2. LÉGI MOZGÓ 3. MŰHOLDAS (R) LÉGI MOZGÓ 4. LÉGI RÁDIÓNAVIGÁCIÓ                                                                       | 5091–5150 MHz 1. MŰHOLDAS ÁLLANDÓHELYŰ (Föld–űr irány) 2. LÉGI MOZGÓ 3. MŰHOLDAS (R) LÉGI MOZGÓ 4. LÉGI RÁDIÓNAVIGÁCIÓ                                                                       | 5091–5150 MHz 1. MŰHOLDAS ÁLLANDÓHELYŰ (Föld–űr irány) 2. LÉGI MOZGÓ 3. MŰHOLDAS (R) LÉGI MOZGÓ 4. LÉGI RÁDIÓNAVIGÁCIÓ                                                                       | 5091–5150 MHz 1. MŰHOLDAS ÁLLANDÓHELYŰ (Föld–űr irány) 2. LÉGI MOZGÓ 3. MŰHOLDAS (R) LÉGI MOZGÓ 4. LÉGI RÁDIÓNAVIGÁCIÓ                                                                           |
| 5150–5250 MHz 1. MŰHOLDAS ÁLLANDÓHELYŰ (Föld–űr irány) 2. MOZGÓ, a légi mozgó kivételével 3. LÉGI RÁDIÓNAVIGÁCIÓ                                                                             | 5150–5250 MHz 1. MŰHOLDAS ÁLLANDÓHELYŰ (Föld–űr irány) 2. MOZGÓ, a légi mozgó kivételével 3. LÉGI RÁDIÓNAVIGÁCIÓ                                                                             | 5150–5250 MHz 1. MŰHOLDAS ÁLLANDÓHELYŰ (Föld–űr irány) 2. MOZGÓ, a légi mozgó kivételével 3. LÉGI RÁDIÓNAVIGÁCIÓ                                                                             | 5150–5216 MHz 1. MŰHOLDAS ÁLLANDÓHELYŰ (Föld–űr irány) 2. (űr–Föld irány) 3. LÉGI MOZGÓ 4. MOZGÓ, a légi mozgó kivételével 5. LÉGI RÁDIÓNAVIGÁCIÓ 6. Műholdas rádiómeghatározás (űr–Föld irány)  |
| 5150–5250 MHz 1. MŰHOLDAS ÁLLANDÓHELYŰ (Föld–űr irány) 2. MOZGÓ, a légi mozgó kivételével 3. LÉGI RÁDIÓNAVIGÁCIÓ                                                                             | 5150–5250 MHz 1. MŰHOLDAS ÁLLANDÓHELYŰ (Föld–űr irány) 2. MOZGÓ, a légi mozgó kivételével 3. LÉGI RÁDIÓNAVIGÁCIÓ                                                                             | 5150–5250 MHz 1. MŰHOLDAS ÁLLANDÓHELYŰ (Föld–űr irány) 2. MOZGÓ, a légi mozgó kivételével 3. LÉGI RÁDIÓNAVIGÁCIÓ                                                                             | 5216–5250 MHz 1. MŰHOLDAS ÁLLANDÓHELYŰ (Föld–űr irány) 2. LÉGI MOZGÓ 3. MOZGÓ, a légi mozgó kivételével 4. LÉGI RÁDIÓNAVIGÁCIÓ                                                                   |
| 5250–5255 MHz 1. MŰHOLDAS FÖLD-KUTATÁS (aktív) 2. MOZGÓ, a légi mozgó kivételével 3. RÁDIÓLOKÁCIÓ 4. ŰRKUTATÁS                                                                               | 5250–5255 MHz 1. MŰHOLDAS FÖLD-KUTATÁS (aktív) 2. MOZGÓ, a légi mozgó kivételével 3. RÁDIÓLOKÁCIÓ 4. ŰRKUTATÁS                                                                               | 5250–5255 MHz 1. MŰHOLDAS FÖLD-KUTATÁS (aktív) 2. MOZGÓ, a légi mozgó kivételével 3. RÁDIÓLOKÁCIÓ 4. ŰRKUTATÁS                                                                               | 5250–5255 MHz 1. MŰHOLDAS FÖLD-KUTATÁS (aktív) 2. MOZGÓ, a légi mozgó kivételével 3. RÁDIÓLOKÁCIÓ 4. ŰRKUTATÁS                                                                                   |
| 5255–5350 MHz 1. MŰHOLDAS FÖLD-KUTATÁS (aktív) 2. MOZGÓ, a légi mozgó kivételével 3. RÁDIÓLOKÁCIÓ 4. ŰRKUTATÁS (aktív)                                                                       | 5255–5350 MHz 1. MŰHOLDAS FÖLD-KUTATÁS (aktív) 2. MOZGÓ, a légi mozgó kivételével 3. RÁDIÓLOKÁCIÓ 4. ŰRKUTATÁS (aktív)                                                                       | 5255–5350 MHz 1. MŰHOLDAS FÖLD-KUTATÁS (aktív) 2. MOZGÓ, a légi mozgó kivételével 3. RÁDIÓLOKÁCIÓ 4. ŰRKUTATÁS (aktív)                                                                       | 5255–5350 MHz 1. MŰHOLDAS FÖLD-KUTATÁS (aktív) 2. MOZGÓ, a légi mozgó kivételével 3. RÁDIÓLOKÁCIÓ 4. ŰRKUTATÁS (aktív)                                                                           |
| 5350–5460 MHz 1. MŰHOLDAS FÖLD-KUTATÁS (aktív) 2. RÁDIÓLOKÁCIÓ 3. LÉGI RÁDIÓNAVIGÁCIÓ 4. ŰRKUTATÁS (aktív)                                                                                   | 5350–5460 MHz 1. MŰHOLDAS FÖLD-KUTATÁS (aktív) 2. RÁDIÓLOKÁCIÓ 3. LÉGI RÁDIÓNAVIGÁCIÓ 4. ŰRKUTATÁS (aktív)                                                                                   | 5350–5460 MHz 1. MŰHOLDAS FÖLD-KUTATÁS (aktív) 2. RÁDIÓLOKÁCIÓ 3. LÉGI RÁDIÓNAVIGÁCIÓ 4. ŰRKUTATÁS (aktív)                                                                                   | 5350–5460 MHz 1. MŰHOLDAS FÖLD-KUTATÁS (aktív) 2. RÁDIÓLOKÁCIÓ 3. LÉGI RÁDIÓNAVIGÁCIÓ 4. ŰRKUTATÁS (aktív)                                                                                       |
| 5460–5470 MHz 1. MŰHOLDAS FÖLD-KUTATÁS (aktív) 2. RÁDIÓLOKÁCIÓ 3. RÁDIÓNAVIGÁCIÓ 4. ŰRKUTATÁS (aktív)                                                                                        | 5460–5470 MHz 1. MŰHOLDAS FÖLD-KUTATÁS (aktív) 2. RÁDIÓLOKÁCIÓ 3. RÁDIÓNAVIGÁCIÓ 4. ŰRKUTATÁS (aktív)                                                                                        | 5460–5470 MHz 1. MŰHOLDAS FÖLD-KUTATÁS (aktív) 2. RÁDIÓLOKÁCIÓ 3. RÁDIÓNAVIGÁCIÓ 4. ŰRKUTATÁS (aktív)                                                                                        | 5460–5470 MHz 1. MŰHOLDAS FÖLD-KUTATÁS (aktív) 2. RÁDIÓLOKÁCIÓ 3. RÁDIÓNAVIGÁCIÓ 4. ŰRKUTATÁS (aktív)                                                                                            |
| 5470–5570 MHz 1. MŰHOLDAS FÖLD-KUTATÁS (aktív) 2. MOZGÓ, a légi mozgó kivételével 3. RÁDIÓLOKÁCIÓ 4. TENGERI RÁDIÓNAVIGÁCIÓ 5. ŰRKUTATÁS (aktív)                                             | 5470–5570 MHz 1. MŰHOLDAS FÖLD-KUTATÁS (aktív) 2. MOZGÓ, a légi mozgó kivételével 3. RÁDIÓLOKÁCIÓ 4. TENGERI RÁDIÓNAVIGÁCIÓ 5. ŰRKUTATÁS (aktív)                                             | 5470–5570 MHz 1. MŰHOLDAS FÖLD-KUTATÁS (aktív) 2. MOZGÓ, a légi mozgó kivételével 3. RÁDIÓLOKÁCIÓ 4. TENGERI RÁDIÓNAVIGÁCIÓ 5. ŰRKUTATÁS (aktív)                                             | 5470–5570 MHz 1. MŰHOLDAS FÖLD-KUTATÁS (aktív) 2. MOZGÓ, a légi mozgó kivételével 3. RÁDIÓLOKÁCIÓ 4. TENGERI RÁDIÓNAVIGÁCIÓ 5. ŰRKUTATÁS (aktív)                                                 |
| 5570–5650 MHz 1. MOZGÓ, a légi mozgó kivételével 2. RÁDIÓLOKÁCIÓ 3. TENGERI RÁDIÓNAVIGÁCIÓ                                                                                                   | 5570–5650 MHz 1. MOZGÓ, a légi mozgó kivételével 2. RÁDIÓLOKÁCIÓ 3. TENGERI RÁDIÓNAVIGÁCIÓ                                                                                                   | 5570–5650 MHz 1. MOZGÓ, a légi mozgó kivételével 2. RÁDIÓLOKÁCIÓ 3. TENGERI RÁDIÓNAVIGÁCIÓ                                                                                                   | 5570–5650 MHz 1. MOZGÓ, a légi mozgó kivételével 2. RÁDIÓLOKÁCIÓ 3. TENGERI RÁDIÓNAVIGÁCIÓ |
| 5650–5725 MHz 1. MOZGÓ, a légi mozgó kivételével 2. RÁDIÓLOKÁCIÓ 3. Amatőr 4. Űrkutatás (távoli űr)                                                                                          | 5650–5725 MHz 1. MOZGÓ, a légi mozgó kivételével 2. RÁDIÓLOKÁCIÓ 3. Amatőr 4. Űrkutatás (távoli űr)                                                                                          | 5650–5725 MHz 1. MOZGÓ, a légi mozgó kivételével 2. RÁDIÓLOKÁCIÓ 3. Amatőr 4. Űrkutatás (távoli űr)                                                                                          | 5650–5670 MHz 1. MOZGÓ, a légi mozgó kivételével 2. RÁDIÓLOKÁCIÓ 3. Amatőr 4. Űrkutatás (távoli űr)                                                                                              |
| 5650–5725 MHz 1. MOZGÓ, a légi mozgó kivételével 2. RÁDIÓLOKÁCIÓ 3. Amatőr 4. Űrkutatás (távoli űr)                                                                                          | 5650–5725 MHz 1. MOZGÓ, a légi mozgó kivételével 2. RÁDIÓLOKÁCIÓ 3. Amatőr 4. Űrkutatás (távoli űr)                                                                                          | 5650–5725 MHz 1. MOZGÓ, a légi mozgó kivételével 2. RÁDIÓLOKÁCIÓ 3. Amatőr 4. Űrkutatás (távoli űr)                                                                                          | 5670–5725 MHz 1. ÁLLANDÓHELYŰ 2. MOZGÓ, a légi mozgó kivételével 3. RÁDIÓLOKÁCIÓ 4. Amatőr 5. Űrkutatás (távoli űr)                                                                              |
| 5725–5830 MHz 1. MŰHOLDAS ÁLLANDÓHELYŰ (Föld–űr irány) 2. RÁDIÓLOKÁCIÓ 3. Amatőr | 5725–5830 MHz 1. RÁDIÓLOKÁCIÓ 2. Amatőr | 5725–5830 MHz 1. RÁDIÓLOKÁCIÓ 2. Amatőr | 5725–5830 MHz 1. ÁLLANDÓHELYŰ 2. MŰHOLDAS ÁLLANDÓHELYŰ (Föld–űr irány) 3. RÁDIÓLOKÁCIÓ 4. Amatőr                                                                                                 |
| 5830–5850 MHz 1. MŰHOLDAS ÁLLANDÓHELYŰ (Föld–űr irány) 2. RÁDIÓLOKÁCIÓ 3. Amatőr 4. Műholdas amatőr (űr–Föld irány)                                                                          | 5830–5850 MHz 1. RÁDIÓLOKÁCIÓ 2. Amatőr 3. Műholdas amatőr (űr–Föld irány) | 5830–5850 MHz 1. RÁDIÓLOKÁCIÓ 2. Amatőr 3. Műholdas amatőr (űr–Föld irány) | 5830–5850 MHz 1. ÁLLANDÓHELYŰ 2. MŰHOLDAS ÁLLANDÓHELYŰ (Föld–űr irány) 3. RÁDIÓLOKÁCIÓ 4. Amatőr 5. Műholdas amatőr (űr–Föld irány)                                                              |
| 5850–5925 MHz 1. ÁLLANDÓHELYŰ 2. MŰHOLDAS ÁLLANDÓHELYŰ (Föld–űr irány) 3. MOZGÓ | 5850–5925 MHz 1. ÁLLANDÓHELYŰ 2. MŰHOLDAS ÁLLANDÓHELYŰ (Föld–űr irány) 3. MOZGÓ 4. Amatőr 5. Rádiólokáció                                                                                    | 5850–5925 MHz 1. ÁLLANDÓHELYŰ 2. MŰHOLDAS ÁLLANDÓHELYŰ (Föld–űr irány) 3. MOZGÓ 4. Rádiólokáció                                                                                              | 5850–5925 MHz 1. ÁLLANDÓHELYŰ 2. MŰHOLDAS ÁLLANDÓHELYŰ (Föld–űr irány) 3. MOZGÓ |
| 5925–6700 MHz 1. ÁLLANDÓHELYŰ 2. MŰHOLDAS ÁLLANDÓHELYŰ (Föld–űr irány) 3. MOZGÓ | 5925–6700 MHz 1. ÁLLANDÓHELYŰ 2. MŰHOLDAS ÁLLANDÓHELYŰ (Föld–űr irány) 3. MOZGÓ | 5925–6700 MHz 1. ÁLLANDÓHELYŰ 2. MŰHOLDAS ÁLLANDÓHELYŰ (Föld–űr irány) 3. MOZGÓ | 5925–6700 MHz 1. ÁLLANDÓHELYŰ 2. MŰHOLDAS ÁLLANDÓHELYŰ (Föld–űr irány) 3. MOZGÓ |
| 6700–7075 MHz 1. ÁLLANDÓHELYŰ 2. MŰHOLDAS ÁLLANDÓHELYŰ (Föld–űr irány) (űr–Föld irány) 3. MOZGÓ                                                                                              | 6700–7075 MHz 1. ÁLLANDÓHELYŰ 2. MŰHOLDAS ÁLLANDÓHELYŰ (Föld–űr irány) (űr–Föld irány) 3. MOZGÓ                                                                                              | 6700–7075 MHz 1. ÁLLANDÓHELYŰ 2. MŰHOLDAS ÁLLANDÓHELYŰ (Föld–űr irány) (űr–Föld irány) 3. MOZGÓ                                                                                              | 6700–7075 MHz 1. ÁLLANDÓHELYŰ 2. MŰHOLDAS ÁLLANDÓHELYŰ (Föld–űr irány) (űr–Föld irány) 3. MOZGÓ                                                                                                  |
| 7075–7145 MHz 1. ÁLLANDÓHELYŰ 2. MOZGÓ | 7075–7145 MHz 1. ÁLLANDÓHELYŰ 2. MOZGÓ | 7075–7145 MHz 1. ÁLLANDÓHELYŰ 2. MOZGÓ | 7075–7145 MHz 1. ÁLLANDÓHELYŰ 2. MOZGÓ |
| 7145–7190 MHz 1. ÁLLANDÓHELYŰ 2. MOZGÓ 3. ŰRKUTATÁS (távoli űr) (Föld–űr irány) | 7145–7190 MHz 1. ÁLLANDÓHELYŰ 2. MOZGÓ 3. ŰRKUTATÁS (távoli űr) (Föld–űr irány) | 7145–7190 MHz 1. ÁLLANDÓHELYŰ 2. MOZGÓ 3. ŰRKUTATÁS (távoli űr) (Föld–űr irány) | 7145–7190 MHz 1. ÁLLANDÓHELYŰ 2. MOZGÓ 3. ŰRKUTATÁS (távoli űr) (Föld–űr irány) |
| 7190–7235 MHz 1. MŰHOLDAS FÖLD-KUTATÁS (Föld–űr irány) 2. ÁLLANDÓHELYŰ 3. MOZGÓ 4. ŰRKUTATÁS (Föld–űr irány)                                                                                 | 7190–7235 MHz 1. MŰHOLDAS FÖLD-KUTATÁS (Föld–űr irány) 2. ÁLLANDÓHELYŰ 3. MOZGÓ 4. ŰRKUTATÁS (Föld–űr irány)                                                                                 | 7190–7235 MHz 1. MŰHOLDAS FÖLD-KUTATÁS (Föld–űr irány) 2. ÁLLANDÓHELYŰ 3. MOZGÓ 4. ŰRKUTATÁS (Föld–űr irány)                                                                                 | 7190–7235 MHz 1. MŰHOLDAS FÖLD-KUTATÁS (Föld–űr irány) 2. ÁLLANDÓHELYŰ 3. MOZGÓ 4. ŰRKUTATÁS (Föld–űr irány)                                                                                     |
| 7235–7250 MHz 1. MŰHOLDAS FÖLD-KUTATÁS (Föld–űr irány) 2. ÁLLANDÓHELYŰ 3. MOZGÓ | 7235–7250 MHz 1. MŰHOLDAS FÖLD-KUTATÁS (Föld–űr irány) 2. ÁLLANDÓHELYŰ 3. MOZGÓ | 7235–7250 MHz 1. MŰHOLDAS FÖLD-KUTATÁS (Föld–űr irány) 2. ÁLLANDÓHELYŰ 3. MOZGÓ | 7235–7250 MHz 1. MŰHOLDAS FÖLD-KUTATÁS (Föld–űr irány) 2. ÁLLANDÓHELYŰ 3. MOZGÓ |
| 7250–7300 MHz 1. ÁLLANDÓHELYŰ 2. MŰHOLDAS ÁLLANDÓHELYŰ (űr–Föld irány) 3. MOZGÓ 4. MŰHOLDAS MOZGÓ (űr–Föld irány)                                                                            | 7250–7300 MHz 1. ÁLLANDÓHELYŰ 2. MŰHOLDAS ÁLLANDÓHELYŰ (űr–Föld irány) 3. MOZGÓ 4. MŰHOLDAS MOZGÓ (űr–Föld irány)                                                                            | 7250–7300 MHz 1. ÁLLANDÓHELYŰ 2. MŰHOLDAS ÁLLANDÓHELYŰ (űr–Föld irány) 3. MOZGÓ 4. MŰHOLDAS MOZGÓ (űr–Föld irány)                                                                            | 7250–7300 MHz 1. ÁLLANDÓHELYŰ 2. MŰHOLDAS ÁLLANDÓHELYŰ (űr–Föld irány) 3. MOZGÓ 4. MŰHOLDAS MOZGÓ (űr–Föld irány)                                                                                |
| 7300–7375 MHz 1. ÁLLANDÓHELYŰ 2. MŰHOLDAS ÁLLANDÓHELYŰ (űr–Föld irány) 3. MOZGÓ, a légi mozgó kivételével 4. MŰHOLDAS MOZGÓ (űr–Föld irány)                                                  | 7300–7375 MHz 1. ÁLLANDÓHELYŰ 2. MŰHOLDAS ÁLLANDÓHELYŰ (űr–Föld irány) 3. MOZGÓ, a légi mozgó kivételével 4. MŰHOLDAS MOZGÓ (űr–Föld irány)                                                  | 7300–7375 MHz 1. ÁLLANDÓHELYŰ 2. MŰHOLDAS ÁLLANDÓHELYŰ (űr–Föld irány) 3. MOZGÓ, a légi mozgó kivételével 4. MŰHOLDAS MOZGÓ (űr–Föld irány)                                                  | 7300–7375 MHz 1. ÁLLANDÓHELYŰ 2. MŰHOLDAS ÁLLANDÓHELYŰ (űr–Föld irány) 3. MOZGÓ, a légi mozgó kivételével 4. MŰHOLDAS MOZGÓ (űr–Föld irány)                                                      |
| 7375–7450 MHz 1. ÁLLANDÓHELYŰ 2. MŰHOLDAS ÁLLANDÓHELYŰ (űr–Föld irány) 3. MOZGÓ, a légi mozgó kivételével 4. MŰHOLDAS TENGERI MOZGÓ (űr–Föld irány)                                          | 7375–7450 MHz 1. ÁLLANDÓHELYŰ 2. MŰHOLDAS ÁLLANDÓHELYŰ (űr–Föld irány) 3. MOZGÓ, a légi mozgó kivételével 4. MŰHOLDAS TENGERI MOZGÓ (űr–Föld irány)                                          | 7375–7450 MHz 1. ÁLLANDÓHELYŰ 2. MŰHOLDAS ÁLLANDÓHELYŰ (űr–Föld irány) 3. MOZGÓ, a légi mozgó kivételével 4. MŰHOLDAS TENGERI MOZGÓ (űr–Föld irány)                                          | 7375–7450 MHz 1. ÁLLANDÓHELYŰ 2. MŰHOLDAS ÁLLANDÓHELYŰ (űr–Föld irány) 3. MOZGÓ, a légi mozgó kivételével 4. MŰHOLDAS TENGERI MOZGÓ (űr–Föld irány)                                              |
| 7450–7550 MHz 1. ÁLLANDÓHELYŰ 2. MŰHOLDAS ÁLLANDÓHELYŰ (űr–Föld irány) 3. MŰHOLDAS METEOROLÓGIA (űr–Föld irány) 4. MOZGÓ, a légi mozgó kivételével 5. MŰHOLDAS TENGERI MOZGÓ (űr–Föld irány) | 7450–7550 MHz 1. ÁLLANDÓHELYŰ 2. MŰHOLDAS ÁLLANDÓHELYŰ (űr–Föld irány) 3. MŰHOLDAS METEOROLÓGIA (űr–Föld irány) 4. MOZGÓ, a légi mozgó kivételével 5. MŰHOLDAS TENGERI MOZGÓ (űr–Föld irány) | 7450–7550 MHz 1. ÁLLANDÓHELYŰ 2. MŰHOLDAS ÁLLANDÓHELYŰ (űr–Föld irány) 3. MŰHOLDAS METEOROLÓGIA (űr–Föld irány) 4. MOZGÓ, a légi mozgó kivételével 5. MŰHOLDAS TENGERI MOZGÓ (űr–Föld irány) | 7450–7550 MHz 1. ÁLLANDÓHELYŰ 2. MŰHOLDAS ÁLLANDÓHELYŰ (űr–Föld irány) 3. MŰHOLDAS METEOROLÓGIA (űr–Föld irány) 4. MOZGÓ, a légi mozgó kivételével 5. MŰHOLDAS TENGERI MOZGÓ (űr–Föld irány)     |
| 7550–7750 MHz 1. ÁLLANDÓHELYŰ 2. MŰHOLDAS ÁLLANDÓHELYŰ (űr–Föld irány) 3. MOZGÓ, a légi mozgó kivételével 4. MŰHOLDAS TENGERI MOZGÓ (űr–Föld irány)                                          | 7550–7750 MHz 1. ÁLLANDÓHELYŰ 2. MŰHOLDAS ÁLLANDÓHELYŰ (űr–Föld irány) 3. MOZGÓ, a légi mozgó kivételével 4. MŰHOLDAS TENGERI MOZGÓ (űr–Föld irány)                                          | 7550–7750 MHz 1. ÁLLANDÓHELYŰ 2. MŰHOLDAS ÁLLANDÓHELYŰ (űr–Föld irány) 3. MOZGÓ, a légi mozgó kivételével 4. MŰHOLDAS TENGERI MOZGÓ (űr–Föld irány)                                          | 7550–7750 MHz 1. ÁLLANDÓHELYŰ 2. MŰHOLDAS ÁLLANDÓHELYŰ (űr–Föld irány) 3. MOZGÓ, a légi mozgó kivételével 4. MŰHOLDAS TENGERI MOZGÓ (űr–Föld irány)                                              |
| 7750–7900 MHz 1. ÁLLANDÓHELYŰ 2. MŰHOLDAS METEOROLÓGIA (űr–Föld irány) 3. MOZGÓ, a légi mozgó kivételével                                                                                    | 7750–7900 MHz 1. ÁLLANDÓHELYŰ 2. MŰHOLDAS METEOROLÓGIA (űr–Föld irány) 3. MOZGÓ, a légi mozgó kivételével                                                                                    | 7750–7900 MHz 1. ÁLLANDÓHELYŰ 2. MŰHOLDAS METEOROLÓGIA (űr–Föld irány) 3. MOZGÓ, a légi mozgó kivételével                                                                                    | 7750–7900 MHz 1. ÁLLANDÓHELYŰ 2. MŰHOLDAS METEOROLÓGIA (űr–Föld irány) 3. MOZGÓ, a légi mozgó kivételével                                                                                        |
| 7900–8025 MHz 1. ÁLLANDÓHELYŰ 2. MŰHOLDAS ÁLLANDÓHELYŰ (Föld–űr irány) 3. MOZGÓ | 7900–8025 MHz 1. ÁLLANDÓHELYŰ 2. MŰHOLDAS ÁLLANDÓHELYŰ (Föld–űr irány) 3. MOZGÓ | 7900–8025 MHz 1. ÁLLANDÓHELYŰ 2. MŰHOLDAS ÁLLANDÓHELYŰ (Föld–űr irány) 3. MOZGÓ | 7900–8025 MHz 1. ÁLLANDÓHELYŰ 2. MŰHOLDAS ÁLLANDÓHELYŰ (Föld–űr irány) 3. MOZGÓ 4. MŰHOLDAS MOZGÓ (Föld–űr irány)                                                                                |
| 8025–8175 MHz 1. MŰHOLDAS FÖLD-KUTATÁS (űr–Föld irány) 2. ÁLLANDÓHELYŰ 3. MŰHOLDAS ÁLLANDÓHELYŰ (Föld–űr irány) 4. MOZGÓ                                                                     | 8025–8175 MHz 1. MŰHOLDAS FÖLD-KUTATÁS (űr–Föld irány) 2. ÁLLANDÓHELYŰ 3. MŰHOLDAS ÁLLANDÓHELYŰ (Föld–űr irány) 4. MOZGÓ                                                                     | 8025–8175 MHz 1. MŰHOLDAS FÖLD-KUTATÁS (űr–Föld irány) 2. ÁLLANDÓHELYŰ 3. MŰHOLDAS ÁLLANDÓHELYŰ (Föld–űr irány) 4. MOZGÓ                                                                     | 8025–8175 MHz 1. MŰHOLDAS FÖLD-KUTATÁS (űr–Föld irány) 2. ÁLLANDÓHELYŰ 3. MŰHOLDAS ÁLLANDÓHELYŰ (Föld–űr irány) 4. MOZGÓ                                                                         |
| 8175–8215 MHz 1. MŰHOLDAS FÖLD-KUTATÁS (űr–Föld irány) 2. ÁLLANDÓHELYŰ 3. MŰHOLDAS ÁLLANDÓHELYŰ (Föld–űr irány) 4. MŰHOLDAS METEOROLÓGIA (Föld–űr irány) 5. MOZGÓ                            | 8175–8215 MHz 1. MŰHOLDAS FÖLD-KUTATÁS (űr–Föld irány) 2. ÁLLANDÓHELYŰ 3. MŰHOLDAS ÁLLANDÓHELYŰ (Föld–űr irány) 4. MŰHOLDAS METEOROLÓGIA (Föld–űr irány) 5. MOZGÓ                            | 8175–8215 MHz 1. MŰHOLDAS FÖLD-KUTATÁS (űr–Föld irány) 2. ÁLLANDÓHELYŰ 3. MŰHOLDAS ÁLLANDÓHELYŰ (Föld–űr irány) 4. MŰHOLDAS METEOROLÓGIA (Föld–űr irány) 5. MOZGÓ                            | 8175–8215 MHz 1. MŰHOLDAS FÖLD-KUTATÁS (űr–Föld irány) 2. ÁLLANDÓHELYŰ 3. MŰHOLDAS ÁLLANDÓHELYŰ (Föld–űr irány) 4. MŰHOLDAS METEOROLÓGIA (Föld–űr irány) 5. MOZGÓ                                |
| 8215–8400 MHz 1. MŰHOLDAS FÖLD-KUTATÁS (űr–Föld irány) 2. ÁLLANDÓHELYŰ 3. MŰHOLDAS ÁLLANDÓHELYŰ (Föld–űr irány) 4. MOZGÓ                                                                     | 8215–8400 MHz 1. MŰHOLDAS FÖLD-KUTATÁS (űr–Föld irány) 2. ÁLLANDÓHELYŰ 3. MŰHOLDAS ÁLLANDÓHELYŰ (Föld–űr irány) 4. MOZGÓ                                                                     | 8215–8400 MHz 1. MŰHOLDAS FÖLD-KUTATÁS (űr–Föld irány) 2. ÁLLANDÓHELYŰ 3. MŰHOLDAS ÁLLANDÓHELYŰ (Föld–űr irány) 4. MOZGÓ                                                                     | 8215–8400 MHz 1. MŰHOLDAS FÖLD-KUTATÁS (űr–Föld irány) 2. ÁLLANDÓHELYŰ 3. MŰHOLDAS ÁLLANDÓHELYŰ (Föld–űr irány) 4. MOZGÓ                                                                         |
| 8400–8500 MHz 1. ÁLLANDÓHELYŰ 2. MOZGÓ, a légi mozgó kivételével 3. ŰRKUTATÁS (űr–Föld irány)                                                                                                | 8400–8500 MHz 1. ÁLLANDÓHELYŰ 2. MOZGÓ, a légi mozgó kivételével 3. ŰRKUTATÁS (űr–Föld irány)                                                                                                | 8400–8500 MHz 1. ÁLLANDÓHELYŰ 2. MOZGÓ, a légi mozgó kivételével 3. ŰRKUTATÁS (űr–Föld irány)                                                                                                | 8400–8500 MHz 1. ÁLLANDÓHELYŰ 2. MOZGÓ, a légi mozgó kivételével 3. ŰRKUTATÁS (űr–Föld irány) |
| 8500–8550 MHz 1. RÁDIÓLOKÁCIÓ | 8500–8550 MHz 1. RÁDIÓLOKÁCIÓ | 8500–8550 MHz 1. RÁDIÓLOKÁCIÓ | 8500–8550 MHz 1. FÖLDI MOZGÓ 2. RÁDIÓLOKÁCIÓ 3. RÁDIÓNAVIGÁCIÓ |
| 8550–8650 MHz 1. MŰHOLDAS FÖLD-KUTATÁS (aktív) 2. RÁDIÓLOKÁCIÓ 3. ŰRKUTATÁS (aktív) | 8550–8650 MHz 1. MŰHOLDAS FÖLD-KUTATÁS (aktív) 2. RÁDIÓLOKÁCIÓ 3. ŰRKUTATÁS (aktív) | 8550–8650 MHz 1. MŰHOLDAS FÖLD-KUTATÁS (aktív) 2. RÁDIÓLOKÁCIÓ 3. ŰRKUTATÁS (aktív) | 8550–8650 MHz 1. MŰHOLDAS FÖLD-KUTATÁS (aktív) 2. FÖLDI MOZGÓ 3. RÁDIÓLOKÁCIÓ 4. RÁDIÓNAVIGÁCIÓ 5. ŰRKUTATÁS (aktív)                                                                             |
| 8650–8750 MHz 1. RÁDIÓLOKÁCIÓ | 8650–8750 MHz 1. RÁDIÓLOKÁCIÓ | 8650–8750 MHz 1. RÁDIÓLOKÁCIÓ | 8650–8750 MHz 1. FÖLDI MOZGÓ 2. RÁDIÓLOKÁCIÓ 3. RÁDIÓNAVIGÁCIÓ |
| 8750–8850 MHz 1. RÁDIÓLOKÁCIÓ 2. LÉGI RÁDIÓNAVIGÁCIÓ | 8750–8850 MHz 1. RÁDIÓLOKÁCIÓ 2. LÉGI RÁDIÓNAVIGÁCIÓ | 8750–8850 MHz 1. RÁDIÓLOKÁCIÓ 2. LÉGI RÁDIÓNAVIGÁCIÓ | 8750–8850 MHz 1. RÁDIÓLOKÁCIÓ 2. LÉGI RÁDIÓNAVIGÁCIÓ |
| 8850–9000 MHz 1. RÁDIÓLOKÁCIÓ 2. RÁDIÓNAVIGÁCIÓ | 8850–9000 MHz 1. RÁDIÓLOKÁCIÓ 2. RÁDIÓNAVIGÁCIÓ | 8850–9000 MHz 1. RÁDIÓLOKÁCIÓ 2. RÁDIÓNAVIGÁCIÓ | 8850–9000 MHz 1. RÁDIÓLOKÁCIÓ 2. RÁDIÓNAVIGÁCIÓ |
| 9000–9200 MHz 1. RÁDIÓLOKÁCIÓ 2. LÉGI RÁDIÓNAVIGÁCIÓ | 9000–9200 MHz 1. RÁDIÓLOKÁCIÓ 2. LÉGI RÁDIÓNAVIGÁCIÓ | 9000–9200 MHz 1. RÁDIÓLOKÁCIÓ 2. LÉGI RÁDIÓNAVIGÁCIÓ | 9000–9200 MHz 1. RÁDIÓLOKÁCIÓ 2. LÉGI RÁDIÓNAVIGÁCIÓ |
| 9200–9300 MHz 1. MŰHOLDAS FÖLD-KUTATÁS (aktív) 2. RÁDIÓLOKÁCIÓ 3. RÁDIÓNAVIGÁCIÓ | 9200–9300 MHz 1. MŰHOLDAS FÖLD-KUTATÁS (aktív) 2. RÁDIÓLOKÁCIÓ 3. RÁDIÓNAVIGÁCIÓ | 9200–9300 MHz 1. MŰHOLDAS FÖLD-KUTATÁS (aktív) 2. RÁDIÓLOKÁCIÓ 3. RÁDIÓNAVIGÁCIÓ | 9200–9300 MHz 1. MŰHOLDAS FÖLD-KUTATÁS (aktív) 2. RÁDIÓLOKÁCIÓ 3. RÁDIÓNAVIGÁCIÓ |
| 9300–9500 MHz 1. MŰHOLDAS FÖLD-KUTATÁS (aktív) 2. RÁDIÓLOKÁCIÓ 3. RÁDIÓNAVIGÁCIÓ 4. ŰRKUTATÁS (aktív)                                                                                        | 9300–9500 MHz 1. MŰHOLDAS FÖLD-KUTATÁS (aktív) 2. RÁDIÓLOKÁCIÓ 3. RÁDIÓNAVIGÁCIÓ 4. ŰRKUTATÁS (aktív)                                                                                        | 9300–9500 MHz 1. MŰHOLDAS FÖLD-KUTATÁS (aktív) 2. RÁDIÓLOKÁCIÓ 3. RÁDIÓNAVIGÁCIÓ 4. ŰRKUTATÁS (aktív)                                                                                        | 9300–9500 MHz 1. MŰHOLDAS FÖLD-KUTATÁS (aktív) 2. RÁDIÓLOKÁCIÓ 3. RÁDIÓNAVIGÁCIÓ 4. ŰRKUTATÁS (aktív)                                                                                            |
| 9500–9800 MHz 1. MŰHOLDAS FÖLD-KUTATÁS (aktív) 2. RÁDIÓLOKÁCIÓ 3. RÁDIÓNAVIGÁCIÓ 4. ŰRKUTATÁS (aktív)                                                                                        | 9500–9800 MHz 1. MŰHOLDAS FÖLD-KUTATÁS (aktív) 2. RÁDIÓLOKÁCIÓ 3. RÁDIÓNAVIGÁCIÓ 4. ŰRKUTATÁS (aktív)                                                                                        | 9500–9800 MHz 1. MŰHOLDAS FÖLD-KUTATÁS (aktív) 2. RÁDIÓLOKÁCIÓ 3. RÁDIÓNAVIGÁCIÓ 4. ŰRKUTATÁS (aktív)                                                                                        | 9500–9800 MHz 1. MŰHOLDAS FÖLD-KUTATÁS (aktív) 2. RÁDIÓLOKÁCIÓ 3. RÁDIÓNAVIGÁCIÓ 4. ŰRKUTATÁS (aktív)                                                                                            |
| 9800–9900 MHz 1. RÁDIÓLOKÁCIÓ 2. Műholdas Föld-kutatás (aktív) 3. Állandóhelyű 4. Űrkutatás (aktív)                                                                                          | 9800–9900 MHz 1. RÁDIÓLOKÁCIÓ 2. Műholdas Föld-kutatás (aktív) 3. Állandóhelyű 4. Űrkutatás (aktív)                                                                                          | 9800–9900 MHz 1. RÁDIÓLOKÁCIÓ 2. Műholdas Föld-kutatás (aktív) 3. Állandóhelyű 4. Űrkutatás (aktív)                                                                                          | 9800–9900 MHz 1. RÁDIÓLOKÁCIÓ 2. Műholdas Föld-kutatás (aktív) 3. Állandóhelyű 4. Űrkutatás (aktív)                                                                                              |
| 9900–10 000 MHz 1. MŰHOLDAS FÖLD-KUTATÁS (aktív) 2. RÁDIÓLOKÁCIÓ 3. Állandóhelyű | 9900–10 000 MHz 1. MŰHOLDAS FÖLD-KUTATÁS (aktív) 2. RÁDIÓLOKÁCIÓ 3. Állandóhelyű | 9900–10 000 MHz 1. MŰHOLDAS FÖLD-KUTATÁS (aktív) 2. RÁDIÓLOKÁCIÓ 3. Állandóhelyű | 9900–9975 MHz 1. MŰHOLDAS FÖLD-KUTATÁS (aktív) 2. RÁDIÓLOKÁCIÓ 3. Állandóhelyű |
| 9900–10 000 MHz 1. MŰHOLDAS FÖLD-KUTATÁS (aktív) 2. RÁDIÓLOKÁCIÓ 3. Állandóhelyű | 9900–10 000 MHz 1. MŰHOLDAS FÖLD-KUTATÁS (aktív) 2. RÁDIÓLOKÁCIÓ 3. Állandóhelyű | 9900–10 000 MHz 1. MŰHOLDAS FÖLD-KUTATÁS (aktív) 2. RÁDIÓLOKÁCIÓ 3. Állandóhelyű | 9975–10 000 MHz 1. MŰHOLDAS FÖLD-KUTATÁS (aktív) 2. RÁDIÓLOKÁCIÓ 3. Állandóhelyű 4. Műholdas meteorológia                                                                                        |
| 10–10,4 GHz 1. MŰHOLDAS FÖLD-KUTATÁS (aktív) 2. ÁLLANDÓHELYŰ 3. MOZGÓ 4. RÁDIÓLOKÁCIÓ 5. Amatőr                                                                                              | 10–10,4 GHz 1. MŰHOLDAS FÖLD-KUTATÁS (aktív) 2. RÁDIÓLOKÁCIÓ 3. Amatőr | 10–10,4 GHz 1. MŰHOLDAS FÖLD-KUTATÁS (aktív) 2. ÁLLANDÓHELYŰ 3. MOZGÓ 4. RÁDIÓLOKÁCIÓ 5. Amatőr                                                                                              | 10–10,025 GHz 1. MŰHOLDAS FÖLD-KUTATÁS (aktív) 2. ÁLLANDÓHELYŰ 3. MOZGÓ 4. RÁDIÓLOKÁCIÓ 5. Amatőr 6. Műholdas meteorológia                                                                       |
| 10–10,4 GHz 1. MŰHOLDAS FÖLD-KUTATÁS (aktív) 2. ÁLLANDÓHELYŰ 3. MOZGÓ 4. RÁDIÓLOKÁCIÓ 5. Amatőr                                                                                              | 10–10,4 GHz 1. MŰHOLDAS FÖLD-KUTATÁS (aktív) 2. RÁDIÓLOKÁCIÓ 3. Amatőr | 10–10,4 GHz 1. MŰHOLDAS FÖLD-KUTATÁS (aktív) 2. ÁLLANDÓHELYŰ 3. MOZGÓ 4. RÁDIÓLOKÁCIÓ 5. Amatőr                                                                                              | 10,025–10,4 GHz 1. MŰHOLDAS FÖLD-KUTATÁS (aktív) 2. ÁLLANDÓHELYŰ 3. MOZGÓ 4. RÁDIÓLOKÁCIÓ 5. Amatőr                                                                                              |
| 10,4–10,45 GHz 1. ÁLLANDÓHELYŰ 2. MOZGÓ 3. RÁDIÓLOKÁCIÓ 4. Amatőr | 10,4–10,45 GHz 1. RÁDIÓLOKÁCIÓ 2. Amatőr | 10,4–10,45 GHz 1. ÁLLANDÓHELYŰ 2. MOZGÓ 3. RÁDIÓLOKÁCIÓ 4. Amatőr | 10,4–10,45 GHz 1. ÁLLANDÓHELYŰ 2. MOZGÓ 3. RÁDIÓLOKÁCIÓ 4. Amatőr |
| 10,45–10,5 GHz 1. RÁDIÓLOKÁCIÓ 2. Amatőr 3. Műholdas amatőr | 10,45–10,5 GHz 1. RÁDIÓLOKÁCIÓ 2. Amatőr 3. Műholdas amatőr | 10,45–10,5 GHz 1. RÁDIÓLOKÁCIÓ 2. Amatőr 3. Műholdas amatőr | 10,45–10,5 GHz 1. ÁLLANDÓHELYŰ 2. MOZGÓ 3. RÁDIÓLOKÁCIÓ 4. Amatőr 5. Műholdas amatőr |
| 10,5–10,55 GHz 1. ÁLLANDÓHELYŰ 2. MOZGÓ 3. Rádiólokáció | 10,5–10,55 GHz 1. ÁLLANDÓHELYŰ 2. MOZGÓ 3. RÁDIÓLOKÁCIÓ | 10,5–10,55 GHz 1. ÁLLANDÓHELYŰ 2. MOZGÓ 3. RÁDIÓLOKÁCIÓ | 10,5–10,55 GHz 1. ÁLLANDÓHELYŰ 2. MOZGÓ 3. Rádiólokáció |
| 10,55–10,6 GHz 1. ÁLLANDÓHELYŰ 2. MOZGÓ, a légi mozgó kivételével 3. Rádiólokáció | 10,55–10,6 GHz 1. ÁLLANDÓHELYŰ 2. MOZGÓ, a légi mozgó kivételével 3. Rádiólokáció | 10,55–10,6 GHz 1. ÁLLANDÓHELYŰ 2. MOZGÓ, a légi mozgó kivételével 3. Rádiólokáció | 10,55–10,6 GHz 1. ÁLLANDÓHELYŰ 2. MOZGÓ, a légi mozgó kivételével 3. Rádiólokáció |
| 10,6–10,68 GHz 1. MŰHOLDAS FÖLD-KUTATÁS (passzív) 2. ÁLLANDÓHELYŰ 3. MOZGÓ, a légi mozgó kivételével 4. RÁDIÓCSILLAGÁSZAT 5. ŰRKUTATÁS (passzív) 6. Rádiólokáció                             | 10,6–10,68 GHz 1. MŰHOLDAS FÖLD-KUTATÁS (passzív) 2. ÁLLANDÓHELYŰ 3. MOZGÓ, a légi mozgó kivételével 4. RÁDIÓCSILLAGÁSZAT 5. ŰRKUTATÁS (passzív) 6. Rádiólokáció                             | 10,6–10,68 GHz 1. MŰHOLDAS FÖLD-KUTATÁS (passzív) 2. ÁLLANDÓHELYŰ 3. MOZGÓ, a légi mozgó kivételével 4. RÁDIÓCSILLAGÁSZAT 5. ŰRKUTATÁS (passzív) 6. Rádiólokáció                             | 10,6–10,68 GHz 1. MŰHOLDAS FÖLD-KUTATÁS (passzív) 2. ÁLLANDÓHELYŰ 3. MOZGÓ, a légi mozgó kivételével 4. RÁDIÓCSILLAGÁSZAT 5. ŰRKUTATÁS (passzív) 6. Rádiólokáció                                 |
| 10,68–10,7 GHz 1. MŰHOLDAS FÖLD-KUTATÁS (passzív) 2. RÁDIÓCSILLAGÁSZAT 3. ŰRKUTATÁS (passzív)                                                                                                | 10,68–10,7 GHz 1. MŰHOLDAS FÖLD-KUTATÁS (passzív) 2. RÁDIÓCSILLAGÁSZAT 3. ŰRKUTATÁS (passzív)                                                                                                | 10,68–10,7 GHz 1. MŰHOLDAS FÖLD-KUTATÁS (passzív) 2. RÁDIÓCSILLAGÁSZAT 3. ŰRKUTATÁS (passzív)                                                                                                | 10,68–10,7 GHz 1. MŰHOLDAS FÖLD-KUTATÁS (passzív) 2. RÁDIÓCSILLAGÁSZAT 3. ŰRKUTATÁS (passzív) |
| 10,7–10,95 GHz 1. ÁLLANDÓHELYŰ 2. MŰHOLDAS ÁLLANDÓHELYŰ (űr–Föld irány) 3. (Föld–űr irány) 4. MOZGÓ, a légi mozgó kivételével                                                                | 10,7–10,95 GHz 1. ÁLLANDÓHELYŰ 2. MŰHOLDAS ÁLLANDÓHELYŰ (űr–Föld irány) 3. MOZGÓ, a légi mozgó kivételével                                                                                   | 10,7–10,95 GHz 1. ÁLLANDÓHELYŰ 2. MŰHOLDAS ÁLLANDÓHELYŰ (űr–Föld irány) 3. MOZGÓ, a légi mozgó kivételével                                                                                   | 10,7–10,95 GHz 1. ÁLLANDÓHELYŰ 2. MŰHOLDAS ÁLLANDÓHELYŰ (űr–Föld irány) 3. (Föld–űr irány) 4. MOZGÓ, a légi mozgó kivételével                                                                    |
| 10,95–11,2 GHz 1. ÁLLANDÓHELYŰ 2. MŰHOLDAS ÁLLANDÓHELYŰ (űr–Föld irány) 3. (Föld–űr irány) 4. MOZGÓ, a légi mozgó kivételével                                                                | 10,95–11,2 GHz 1. ÁLLANDÓHELYŰ 2. MŰHOLDAS ÁLLANDÓHELYŰ (űr–Föld irány) 3. MOZGÓ, a légi mozgó kivételével                                                                                   | 10,95–11,2 GHz 1. ÁLLANDÓHELYŰ 2. MŰHOLDAS ÁLLANDÓHELYŰ (űr–Föld irány) 3. MOZGÓ, a légi mozgó kivételével                                                                                   | 10,95–11,2 GHz 1. ÁLLANDÓHELYŰ 2. MŰHOLDAS ÁLLANDÓHELYŰ (űr–Föld irány) 3. (Föld–űr irány) 4. MOZGÓ, a légi mozgó kivételével                                                                    |
| 11,2–11,45 GHz 1. ÁLLANDÓHELYŰ 2. MŰHOLDAS ÁLLANDÓHELYŰ (űr–Föld irány) 3. (Föld–űr irány) 4. MOZGÓ, a légi mozgó kivételével                                                                | 11,2–11,45 GHz 1. ÁLLANDÓHELYŰ 2. MŰHOLDAS ÁLLANDÓHELYŰ (űr–Föld irány) 3. MOZGÓ, a légi mozgó kivételével                                                                                   | 11,2–11,45 GHz 1. ÁLLANDÓHELYŰ 2. MŰHOLDAS ÁLLANDÓHELYŰ (űr–Föld irány) 3. MOZGÓ, a légi mozgó kivételével                                                                                   | 11,2–11,45 GHz 1. ÁLLANDÓHELYŰ 2. MŰHOLDAS ÁLLANDÓHELYŰ (űr–Föld irány) 3. (Föld–űr irány) 4. MOZGÓ, a légi mozgó kivételével                                                                    |
| 11,45–11,7 GHz 1. ÁLLANDÓHELYŰ 2. MŰHOLDAS ÁLLANDÓHELYŰ (űr–Föld irány) 3. (Föld–űr irány) 4. MOZGÓ, a légi mozgó kivételével                                                                | 11,45–11,7 GHz 1. ÁLLANDÓHELYŰ 2. MŰHOLDAS ÁLLANDÓHELYŰ (űr–Föld irány) 3. MOZGÓ, a légi mozgó kivételével                                                                                   | 11,45–11,7 GHz 1. ÁLLANDÓHELYŰ 2. MŰHOLDAS ÁLLANDÓHELYŰ (űr–Föld irány) 3. MOZGÓ, a légi mozgó kivételével                                                                                   | 11,45–11,7 GHz 1. ÁLLANDÓHELYŰ 2. MŰHOLDAS ÁLLANDÓHELYŰ (űr–Föld irány) 3. (Föld–űr irány) 4. MOZGÓ, a légi mozgó kivételével                                                                    |
| 11,7–12,5 GHz 1. ÁLLANDÓHELYŰ 2. MOZGÓ, a légi mozgó kivételével 3. MŰSORSZÓRÁS 4. MŰHOLDAS MŰSORSZÓRÁS                                                                                      | 11,7–12,1 GHz 1. ÁLLANDÓHELYŰ 2. MŰHOLDAS ÁLLANDÓHELYŰ (űr–Föld irány) 3. Mozgó, a légi mozgó kivételével                                                                                    | 11,7–12,2 GHz 1. ÁLLANDÓHELYŰ 2. MOZGÓ, a légi mozgó kivételével 3. MŰSORSZÓRÁS 4. MŰHOLDAS MŰSORSZÓRÁS                                                                                      | 11,7–12,5 GHz 1. ÁLLANDÓHELYŰ 2. MŰHOLDAS ÁLLANDÓHELYŰ (űr–Föld irány) 3. MOZGÓ, a légi mozgó kivételével 4. MŰSORSZÓRÁS 5. MŰHOLDAS MŰSORSZÓRÁS                                                 |
| 11,7–12,5 GHz 1. ÁLLANDÓHELYŰ 2. MOZGÓ, a légi mozgó kivételével 3. MŰSORSZÓRÁS 4. MŰHOLDAS MŰSORSZÓRÁS                                                                                      | 12,1–12,2 GHz 1. MŰHOLDAS ÁLLANDÓHELYŰ (űr–Föld irány) | 11,7–12,2 GHz 1. ÁLLANDÓHELYŰ 2. MOZGÓ, a légi mozgó kivételével 3. MŰSORSZÓRÁS 4. MŰHOLDAS MŰSORSZÓRÁS                                                                                      | 11,7–12,5 GHz 1. ÁLLANDÓHELYŰ 2. MŰHOLDAS ÁLLANDÓHELYŰ (űr–Föld irány) 3. MOZGÓ, a légi mozgó kivételével 4. MŰSORSZÓRÁS 5. MŰHOLDAS MŰSORSZÓRÁS                                                 |
| 11,7–12,5 GHz 1. ÁLLANDÓHELYŰ 2. MOZGÓ, a légi mozgó kivételével 3. MŰSORSZÓRÁS 4. MŰHOLDAS MŰSORSZÓRÁS                                                                                      | 12,2–12,7 GHz 1. ÁLLANDÓHELYŰ 2. MOZGÓ, a légi mozgó kivételével 3. MŰSORSZÓRÁS 4. MŰHOLDAS MŰSORSZÓRÁS                                                                                      | 12,2–12,5 GHz 1. ÁLLANDÓHELYŰ 2. MŰHOLDAS ÁLLANDÓHELYŰ (űr–Föld irány) 3. MOZGÓ, a légi mozgó kivételével 4. MŰSORSZÓRÁS                                                                     | 11,7–12,5 GHz 1. ÁLLANDÓHELYŰ 2. MŰHOLDAS ÁLLANDÓHELYŰ (űr–Föld irány) 3. MOZGÓ, a légi mozgó kivételével 4. MŰSORSZÓRÁS 5. MŰHOLDAS MŰSORSZÓRÁS                                                 |
| 12,5–12,75 GHz 1. MŰHOLDAS ÁLLANDÓHELYŰ (űr–Föld irány) 2. (Föld–űr irány) | 12,2–12,7 GHz 1. ÁLLANDÓHELYŰ 2. MOZGÓ, a légi mozgó kivételével 3. MŰSORSZÓRÁS 4. MŰHOLDAS MŰSORSZÓRÁS                                                                                      | 12,5–12,75 GHz 1. ÁLLANDÓHELYŰ 2. MŰHOLDAS ÁLLANDÓHELYŰ (űr–Föld irány) 3. MOZGÓ, a légi mozgó kivételével 4. MŰHOLDAS MŰSORSZÓRÁS                                                           | 12,5–12,75 GHz 1. MŰHOLDAS ÁLLANDÓHELYŰ (űr–Föld irány) 2. (Föld–űr irány) |
| 12,5–12,75 GHz 1. MŰHOLDAS ÁLLANDÓHELYŰ (űr–Föld irány) 2. (Föld–űr irány) | 1. 12,7–12,75 GHz 2. ÁLLANDÓHELYŰ 3. MŰHOLDAS ÁLLANDÓHELYŰ (Föld–űr irány) 4. MOZGÓ, a légi mozgó kivételével                                                                                | 12,5–12,75 GHz 1. ÁLLANDÓHELYŰ 2. MŰHOLDAS ÁLLANDÓHELYŰ (űr–Föld irány) 3. MOZGÓ, a légi mozgó kivételével 4. MŰHOLDAS MŰSORSZÓRÁS                                                           | 12,5–12,75 GHz 1. MŰHOLDAS ÁLLANDÓHELYŰ (űr–Föld irány) 2. (Föld–űr irány) |
| 12,75–13,25 GHz 1. ÁLLANDÓHELYŰ 2. MŰHOLDAS ÁLLANDÓHELYŰ (Föld–űr irány) 3. MOZGÓ 4. Űrkutatás (távoli űr) (űr–Föld irány)                                                                   | 12,75–13,25 GHz 1. ÁLLANDÓHELYŰ 2. MŰHOLDAS ÁLLANDÓHELYŰ (Föld–űr irány) 3. MOZGÓ 4. Űrkutatás (távoli űr) (űr–Föld irány)                                                                   | 12,75–13,25 GHz 1. ÁLLANDÓHELYŰ 2. MŰHOLDAS ÁLLANDÓHELYŰ (Föld–űr irány) 3. MOZGÓ 4. Űrkutatás (távoli űr) (űr–Föld irány)                                                                   | 12,75–13,25 GHz 1. ÁLLANDÓHELYŰ 2. MŰHOLDAS ÁLLANDÓHELYŰ (Föld–űr irány) 3. MOZGÓ 4. Űrkutatás (távoli űr) (űr–Föld irány)                                                                       |
| 13,25–13,4 GHz 1. MŰHOLDAS FÖLD-KUTATÁS (aktív) 2. LÉGI RÁDIÓNAVIGÁCIÓ 3. ŰRKUTATÁS (aktív)                                                                                                  | 13,25–13,4 GHz 1. MŰHOLDAS FÖLD-KUTATÁS (aktív) 2. LÉGI RÁDIÓNAVIGÁCIÓ 3. ŰRKUTATÁS (aktív)                                                                                                  | 13,25–13,4 GHz 1. MŰHOLDAS FÖLD-KUTATÁS (aktív) 2. LÉGI RÁDIÓNAVIGÁCIÓ 3. ŰRKUTATÁS (aktív)                                                                                                  | 13,25–13,4 GHz 1. MŰHOLDAS FÖLD-KUTATÁS (aktív) 2. LÉGI RÁDIÓNAVIGÁCIÓ 3. ŰRKUTATÁS (aktív) |
| 13,4–13,65 GHz 1. MŰHOLDAS FÖLD-KUTATÁS (aktív) 2. MŰHOLDAS ÁLLANDÓHELYŰ (űr–Föld irány) 3. RÁDIÓLOKÁCIÓ 4. ŰRKUTATÁS 5. Műholdas hiteles frekvencia és órajel (Föld–űr irány)               | 13,4–13,65 GHz 1. MŰHOLDAS FÖLD-KUTATÁS (aktív) 2. RÁDIÓLOKÁCIÓ 3. ŰRKUTATÁS 4. Műholdas hiteles frekvencia és órajel (Föld–űr irány)                                                        | 13,4–13,65 GHz 1. MŰHOLDAS FÖLD-KUTATÁS (aktív) 2. RÁDIÓLOKÁCIÓ 3. ŰRKUTATÁS 4. Műholdas hiteles frekvencia és órajel (Föld–űr irány)                                                        | 13,4–13,65 GHz 1. MŰHOLDAS FÖLD-KUTATÁS (aktív) 2. MŰHOLDAS ÁLLANDÓHELYŰ (űr–Föld irány) 3. RÁDIÓLOKÁCIÓ 4. RÁDIÓNAVIGÁCIÓ 5. ŰRKUTATÁS 6. Műholdas hiteles frekvencia és órajel (Föld–űr irány) |
| 13,65–13,75 GHz 1. MŰHOLDAS FÖLD-KUTATÁS (aktív) 2. RÁDIÓLOKÁCIÓ 3. RÁDIÓNAVIGÁCIÓ 4. ŰRKUTATÁS 5. Műholdas hiteles frekvencia és órajel (Föld–űr irány)                                     | 13,65–13,75 GHz 1. MŰHOLDAS FÖLD-KUTATÁS (aktív) 2. RÁDIÓLOKÁCIÓ 3. RÁDIÓNAVIGÁCIÓ 4. ŰRKUTATÁS 5. Műholdas hiteles frekvencia és órajel (Föld–űr irány)                                     | 13,65–13,75 GHz 1. MŰHOLDAS FÖLD-KUTATÁS (aktív) 2. RÁDIÓLOKÁCIÓ 3. RÁDIÓNAVIGÁCIÓ 4. ŰRKUTATÁS 5. Műholdas hiteles frekvencia és órajel (Föld–űr irány)                                     | 13,65–13,75 GHz 1. MŰHOLDAS FÖLD-KUTATÁS (aktív) 2. RÁDIÓLOKÁCIÓ 3. RÁDIÓNAVIGÁCIÓ 4. ŰRKUTATÁS 5. Műholdas hiteles frekvencia és órajel (Föld–űr irány)                                         |
| 13,75–14 GHz 1. MŰHOLDAS ÁLLANDÓHELYŰ (Föld–űr irány) 2. RÁDIÓLOKÁCIÓ 3. RÁDIÓNAVIGÁCIÓ 4. Műholdas Föld-kutatás 5. Műholdas hiteles frekvencia és órajel (Föld–űr irány) 6. Űrkutatás       | 13,75–14 GHz 1. MŰHOLDAS ÁLLANDÓHELYŰ (Föld–űr irány) 2. RÁDIÓLOKÁCIÓ 3. RÁDIÓNAVIGÁCIÓ 4. Műholdas Föld-kutatás 5. Műholdas hiteles frekvencia és órajel (Föld–űr irány) 6. Űrkutatás       | 13,75–14 GHz 1. MŰHOLDAS ÁLLANDÓHELYŰ (Föld–űr irány) 2. RÁDIÓLOKÁCIÓ 3. RÁDIÓNAVIGÁCIÓ 4. Műholdas Föld-kutatás 5. Műholdas hiteles frekvencia és órajel (Föld–űr irány) 6. Űrkutatás       | 13,75–14 GHz 1. MŰHOLDAS ÁLLANDÓHELYŰ (Föld–űr irány) 2. RÁDIÓLOKÁCIÓ 3. RÁDIÓNAVIGÁCIÓ 4. Műholdas Föld-kutatás 5. Műholdas hiteles frekvencia és órajel (Föld–űr irány) 6. Űrkutatás           |
| 14–14,25 GHz 1. MŰHOLDAS ÁLLANDÓHELYŰ (Föld–űr irány) 2. RÁDIÓNAVIGÁCIÓ 3. Műholdas mozgó (Föld–űr irány) 4. Űrkutatás                                                                       | 14–14,25 GHz 1. MŰHOLDAS ÁLLANDÓHELYŰ (Föld–űr irány) 2. RÁDIÓNAVIGÁCIÓ 3. Műholdas mozgó (Föld–űr irány) 4. Űrkutatás                                                                       | 14–14,25 GHz 1. MŰHOLDAS ÁLLANDÓHELYŰ (Föld–űr irány) 2. RÁDIÓNAVIGÁCIÓ 3. Műholdas mozgó (Föld–űr irány) 4. Űrkutatás                                                                       | 14–14,25 GHz 1. MŰHOLDAS ÁLLANDÓHELYŰ (Föld–űr irány) 2. RÁDIÓNAVIGÁCIÓ 3. Műholdas mozgó (Föld–űr irány) 4. Űrkutatás                                                                           |
| 14,25–14,3 GHz 1. MŰHOLDAS ÁLLANDÓHELYŰ (Föld–űr irány) 2. RÁDIÓNAVIGÁCIÓ 3. Műholdas mozgó (Föld–űr irány) 4. Űrkutatás                                                                     | 14,25–14,3 GHz 1. MŰHOLDAS ÁLLANDÓHELYŰ (Föld–űr irány) 2. RÁDIÓNAVIGÁCIÓ 3. Műholdas mozgó (Föld–űr irány) 4. Űrkutatás                                                                     | 14,25–14,3 GHz 1. MŰHOLDAS ÁLLANDÓHELYŰ (Föld–űr irány) 2. RÁDIÓNAVIGÁCIÓ 3. Műholdas mozgó (Föld–űr irány) 4. Űrkutatás                                                                     | 14,25–14,3 GHz 1. MŰHOLDAS ÁLLANDÓHELYŰ (Föld–űr irány) 2. RÁDIÓNAVIGÁCIÓ 3. Műholdas mozgó (Föld–űr irány) 4. Űrkutatás                                                                         |
| 14,3–14,4 GHz 1. ÁLLANDÓHELYŰ 2. MŰHOLDAS ÁLLANDÓHELYŰ (Föld–űr irány) 3. MOZGÓ, a légi mozgó kivételével 4. Műholdas mozgó (Föld–űr irány) 5. Műholdas rádiónavigáció                       | 14,3–14,4 GHz 1. MŰHOLDAS ÁLLANDÓHELYŰ (Föld–űr irány) 2. Műholdas mozgó (Föld–űr irány) 3. Műholdas rádiónavigáció                                                                          | 14,3–14,4 GHz 1. ÁLLANDÓHELYŰ 2. MŰHOLDAS ÁLLANDÓHELYŰ (Föld–űr irány) 3. MOZGÓ, a légi mozgó kivételével 4. Műholdas mozgó (Föld–űr irány) 5. Műholdas rádiónavigáció                       | 14,3–14,4 GHz 1. ÁLLANDÓHELYŰ 2. MŰHOLDAS ÁLLANDÓHELYŰ (Föld–űr irány) 3. MOZGÓ, a légi mozgó kivételével 4. Műholdas mozgó (Föld–űr irány) 5. Műholdas rádiónavigáció                           |
| 14,4–14,47 GHz 1. ÁLLANDÓHELYŰ 2. MŰHOLDAS ÁLLANDÓHELYŰ (Föld–űr irány) 3. MOZGÓ, a légi mozgó kivételével 4. Műholdas mozgó (Föld–űr irány) 5. Űrkutatás (űr–Föld irány)                    | 14,4–14,47 GHz 1. ÁLLANDÓHELYŰ 2. MŰHOLDAS ÁLLANDÓHELYŰ (Föld–űr irány) 3. MOZGÓ, a légi mozgó kivételével 4. Műholdas mozgó (Föld–űr irány) 5. Űrkutatás (űr–Föld irány)                    | 14,4–14,47 GHz 1. ÁLLANDÓHELYŰ 2. MŰHOLDAS ÁLLANDÓHELYŰ (Föld–űr irány) 3. MOZGÓ, a légi mozgó kivételével 4. Műholdas mozgó (Föld–űr irány) 5. Űrkutatás (űr–Föld irány)                    | 14,4–14,47 GHz 1. ÁLLANDÓHELYŰ 2. MŰHOLDAS ÁLLANDÓHELYŰ (Föld–űr irány) 3. MOZGÓ, a légi mozgó kivételével 4. Műholdas mozgó (Föld–űr irány) 5. Űrkutatás (űr–Föld irány)                        |
| 14,47–14,5 GHz 1. ÁLLANDÓHELYŰ 2. MŰHOLDAS ÁLLANDÓHELYŰ (Föld–űr irány) 3. MOZGÓ, a légi mozgó kivételével 4. Műholdas mozgó (Föld–űr irány) 5. Rádiócsillagászat                            | 14,47–14,5 GHz 1. ÁLLANDÓHELYŰ 2. MŰHOLDAS ÁLLANDÓHELYŰ (Föld–űr irány) 3. MOZGÓ, a légi mozgó kivételével 4. Műholdas mozgó (Föld–űr irány) 5. Rádiócsillagászat                            | 14,47–14,5 GHz 1. ÁLLANDÓHELYŰ 2. MŰHOLDAS ÁLLANDÓHELYŰ (Föld–űr irány) 3. MOZGÓ, a légi mozgó kivételével 4. Műholdas mozgó (Föld–űr irány) 5. Rádiócsillagászat                            | 14,47–14,5 GHz 1. ÁLLANDÓHELYŰ 2. MŰHOLDAS ÁLLANDÓHELYŰ (Föld–űr irány) 3. MOZGÓ, a légi mozgó kivételével 4. Műholdas mozgó (Föld–űr irány) 5. Rádiócsillagászat                                |
| 14,5–14,75 GHz 1. ÁLLANDÓHELYŰ 2. MŰHOLDAS ÁLLANDÓHELYŰ 3. MOZGÓ 4. Űrkutatás | 14,5–14,75 GHz 1. ÁLLANDÓHELYŰ 2. MŰHOLDAS ÁLLANDÓHELYŰ 3. MOZGÓ 4. Űrkutatás | 14,5–14,75 GHz 1. ÁLLANDÓHELYŰ 2. MŰHOLDAS ÁLLANDÓHELYŰ 3. MOZGÓ 4. Űrkutatás | 14,5–14,75 GHz 1. ÁLLANDÓHELYŰ 2. MOZGÓ 3. Űrkutatás |
| 14,75–14,8 GHz 1. ÁLLANDÓHELYŰ 2. MŰHOLDAS ÁLLANDÓHELYŰ (Föld–űr irány) 3. MOZGÓ 4. Űrkutatás                                                                                                | 14,75–14,8 GHz 1. ÁLLANDÓHELYŰ 2. MŰHOLDAS ÁLLANDÓHELYŰ (Föld–űr irány) 3. MOZGÓ 4. Űrkutatás                                                                                                | 14,75–14,8 GHz 1. ÁLLANDÓHELYŰ 2. MŰHOLDAS ÁLLANDÓHELYŰ (Föld–űr irány) 3. MOZGÓ 4. Űrkutatás                                                                                                | 14,75–14,8 GHz 1. ÁLLANDÓHELYŰ 2. MOZGÓ 3. Űrkutatás |
| 14,8–15,2 GHz 1. ÁLLANDÓHELYŰ 2. MOZGÓ 3. Űrkutatás | 14,8–15,2 GHz 1. ÁLLANDÓHELYŰ 2. MOZGÓ 3. Űrkutatás | 14,8–15,2 GHz 1. ÁLLANDÓHELYŰ 2. MOZGÓ 3. Űrkutatás | 14,8–15,2 GHz 1. ÁLLANDÓHELYŰ 2. MOZGÓ 3. Űrkutatás |
| 14,8–15,2 GHz 1. ÁLLANDÓHELYŰ 2. MOZGÓ 3. Űrkutatás | 14,8–15,2 GHz 1. ÁLLANDÓHELYŰ 2. MOZGÓ 3. Űrkutatás | 14,8–15,2 GHz 1. ÁLLANDÓHELYŰ 2. MOZGÓ 3. Űrkutatás | 15,2–15,35 GHz 1. ÁLLANDÓHELYŰ 2. MOZGÓ 3. Műholdas Föld-kutatás (passzív) 4. Űrkutatás |
| 15,35–15,4 GHz 1. MŰHOLDAS FÖLD-KUTATÁS (passzív) 2. RÁDIÓCSILLAGÁSZAT 3. ŰRKUTATÁS (passzív)                                                                                                | 15,35–15,4 GHz 1. MŰHOLDAS FÖLD-KUTATÁS (passzív) 2. RÁDIÓCSILLAGÁSZAT 3. ŰRKUTATÁS (passzív)                                                                                                | 15,35–15,4 GHz 1. MŰHOLDAS FÖLD-KUTATÁS (passzív) 2. RÁDIÓCSILLAGÁSZAT 3. ŰRKUTATÁS (passzív)                                                                                                | 15,35–15,4 GHz 1. MŰHOLDAS FÖLD-KUTATÁS (passzív) 2. RÁDIÓCSILLAGÁSZAT 3. ŰRKUTATÁS (passzív) |
| 15,4–15,43 GHz 1. RÁDIÓLOKÁCIÓ 2. LÉGI RÁDIÓNAVIGÁCIÓ | 15,4–15,43 GHz 1. RÁDIÓLOKÁCIÓ 2. LÉGI RÁDIÓNAVIGÁCIÓ | 15,4–15,43 GHz 1. RÁDIÓLOKÁCIÓ 2. LÉGI RÁDIÓNAVIGÁCIÓ | 15,4–15,43 GHz 1. RÁDIÓLOKÁCIÓ 2. LÉGI RÁDIÓNAVIGÁCIÓ |
| 15,43–15,63 GHz 1. MŰHOLDAS ÁLLANDÓHELYŰ (Föld–űr irány) 2. RÁDIÓLOKÁCIÓ 3. LÉGI RÁDIÓNAVIGÁCIÓ                                                                                              | 15,43–15,63 GHz 1. MŰHOLDAS ÁLLANDÓHELYŰ (Föld–űr irány) 2. RÁDIÓLOKÁCIÓ 3. LÉGI RÁDIÓNAVIGÁCIÓ                                                                                              | 15,43–15,63 GHz 1. MŰHOLDAS ÁLLANDÓHELYŰ (Föld–űr irány) 2. RÁDIÓLOKÁCIÓ 3. LÉGI RÁDIÓNAVIGÁCIÓ                                                                                              | 15,43–15,63 GHz 1. MŰHOLDAS ÁLLANDÓHELYŰ (Föld–űr irány) 2. RÁDIÓLOKÁCIÓ 3. LÉGI RÁDIÓNAVIGÁCIÓ                                                                                                  |
| 15,63–15,7 GHz 1. RÁDIÓLOKÁCIÓ 2. LÉGI RÁDIÓNAVIGÁCIÓ | 15,63–15,7 GHz 1. RÁDIÓLOKÁCIÓ 2. LÉGI RÁDIÓNAVIGÁCIÓ | 15,63–15,7 GHz 1. RÁDIÓLOKÁCIÓ 2. LÉGI RÁDIÓNAVIGÁCIÓ | 15,63–15,7 GHz 1. RÁDIÓLOKÁCIÓ 2. LÉGI RÁDIÓNAVIGÁCIÓ |
| 15,7–16,6 GHz 1. RÁDIÓLOKÁCIÓ | 15,7–16,6 GHz 1. RÁDIÓLOKÁCIÓ | 15,7–16,6 GHz 1. RÁDIÓLOKÁCIÓ | 15,7–16,6 GHz 1. RÁDIÓLOKÁCIÓ |
| 16,6–17,1 GHz 1. RÁDIÓLOKÁCIÓ 2. Űrkutatás (távoli űr) (Föld–űr irány) | 16,6–17,1 GHz 1. RÁDIÓLOKÁCIÓ 2. Űrkutatás (távoli űr) (Föld–űr irány) | 16,6–17,1 GHz 1. RÁDIÓLOKÁCIÓ 2. Űrkutatás (távoli űr) (Föld–űr irány) | 16,6–17,1 GHz 1. RÁDIÓLOKÁCIÓ 2. Űrkutatás (távoli űr) (Föld–űr irány) |
| 17,1–17,2 GHz 1. RÁDIÓLOKÁCIÓ | 17,1–17,2 GHz 1. RÁDIÓLOKÁCIÓ | 17,1–17,2 GHz 1. RÁDIÓLOKÁCIÓ | 17,1–17,2 GHz 1. RÁDIÓLOKÁCIÓ |
| 17,2–17,3 GHz 1. MŰHOLDAS FÖLD-KUTATÁS (aktív) 2. RÁDIÓLOKÁCIÓ 3. ŰRKUTATÁS (aktív) | 17,2–17,3 GHz 1. MŰHOLDAS FÖLD-KUTATÁS (aktív) 2. RÁDIÓLOKÁCIÓ 3. ŰRKUTATÁS (aktív) | 17,2–17,3 GHz 1. MŰHOLDAS FÖLD-KUTATÁS (aktív) 2. RÁDIÓLOKÁCIÓ 3. ŰRKUTATÁS (aktív) | 17,2–17,3 GHz 1. MŰHOLDAS FÖLD-KUTATÁS (aktív) 2. RÁDIÓLOKÁCIÓ 3. ŰRKUTATÁS (aktív) |
| 17,3–17,7 GHz 1. MŰHOLDAS ÁLLANDÓHELYŰ (Föld–űr irány) 2. (űr–Föld irány) 3. Rádiólokáció | 17,3–17,7 GHz 1. MŰHOLDAS ÁLLANDÓHELYŰ (Föld–űr irány) 2. MŰHOLDAS MŰSORSZÓRÁS 3. Rádiólokáció                                                                                               | 17,3–17,7 GHz 1. MŰHOLDAS ÁLLANDÓHELYŰ (Föld–űr irány) 2. Rádiólokáció | 17,3–17,7 GHz 1. MŰHOLDAS ÁLLANDÓHELYŰ (Föld–űr irány) 2. (űr–Föld irány) 3. Rádiólokáció |
| 17,7–18,1 GHz 1. ÁLLANDÓHELYŰ 2. MŰHOLDAS ÁLLANDÓHELYŰ (űr–Föld irány) 3. (Föld–űr irány) 4. MOZGÓ                                                                                           | 17,7–17,8 GHz 1. ÁLLANDÓHELYŰ 2. MŰHOLDAS ÁLLANDÓHELYŰ (űr–Föld irány) 3. (Föld–űr irány) 4. MŰHOLDAS MŰSORSZÓRÁS 5. Mozgó                                                                   | 17,7–18,1 GHz 1. ÁLLANDÓHELYŰ 2. MŰHOLDAS ÁLLANDÓHELYŰ (űr–Föld irány) 3. (Föld–űr irány) 4. MOZGÓ                                                                                           | 17,7–18,1 GHz 1. ÁLLANDÓHELYŰ 2. MŰHOLDAS ÁLLANDÓHELYŰ (űr–Föld irány) 3. (Föld–űr irány) 4. MOZGÓ                                                                                               |
| 17,7–18,1 GHz 1. ÁLLANDÓHELYŰ 2. MŰHOLDAS ÁLLANDÓHELYŰ (űr–Föld irány) 3. (Föld–űr irány) 4. MOZGÓ                                                                                           | 17,8–18,1 GHz ÁLLANDÓHELYŰ MŰHOLDAS ÁLLANDÓHELYŰ (űr–Föld irány) (Föld–űr irány) MOZGÓ | 17,7–18,1 GHz 1. ÁLLANDÓHELYŰ 2. MŰHOLDAS ÁLLANDÓHELYŰ (űr–Föld irány) 3. (Föld–űr irány) 4. MOZGÓ                                                                                           | 17,7–18,1 GHz 1. ÁLLANDÓHELYŰ 2. MŰHOLDAS ÁLLANDÓHELYŰ (űr–Föld irány) 3. (Föld–űr irány) 4. MOZGÓ                                                                                               |
| 18,1–18,4 GHz 1. ÁLLANDÓHELYŰ 2. MŰHOLDAS ÁLLANDÓHELYŰ (űr–Föld irány) 3. (Föld–űr irány) 4. MOZGÓ                                                                                           | 18,1–18,4 GHz 1. ÁLLANDÓHELYŰ 2. MŰHOLDAS ÁLLANDÓHELYŰ (űr–Föld irány) 3. (Föld–űr irány) 4. MOZGÓ                                                                                           | 18,1–18,4 GHz 1. ÁLLANDÓHELYŰ 2. MŰHOLDAS ÁLLANDÓHELYŰ (űr–Föld irány) 3. (Föld–űr irány) 4. MOZGÓ                                                                                           | 18,1–18,4 GHz 1. ÁLLANDÓHELYŰ 2. MŰHOLDAS ÁLLANDÓHELYŰ (űr–Föld irány) 3. (Föld–űr irány) 4. MŰHOLDAS METEOROLÓGIA (űr–Föld irány) 5. MOZGÓ                                                      |
| 18,4–18,6 GHz 1. ÁLLANDÓHELYŰ 2. MŰHOLDAS ÁLLANDÓHELYŰ (űr–Föld irány) 3. MOZGÓ | 18,4–18,6 GHz 1. ÁLLANDÓHELYŰ 2. MŰHOLDAS ÁLLANDÓHELYŰ (űr–Föld irány) 3. MOZGÓ | 18,4–18,6 GHz 1. ÁLLANDÓHELYŰ 2. MŰHOLDAS ÁLLANDÓHELYŰ (űr–Föld irány) 3. MOZGÓ | 18,4–18,6 GHz 1. ÁLLANDÓHELYŰ 2. MŰHOLDAS ÁLLANDÓHELYŰ (űr–Föld irány) 3. MOZGÓ |
| 18,6–18,8 GHz 1. MŰHOLDAS FÖLD-KUTATÁS (passzív) 2. ÁLLANDÓHELYŰ 3. MŰHOLDAS ÁLLANDÓHELYŰ (űr–Föld irány) 4. MOZGÓ, a légi mozgó kivételével 5. Űrkutatás (passzív)                          | 18,6–18,8 GHz 1. MŰHOLDAS FÖLD-KUTATÁS (passzív) 2. ÁLLANDÓHELYŰ 3. MŰHOLDAS ÁLLANDÓHELYŰ (űr–Föld irány) 4. MOZGÓ, a légi mozgó kivételével 5. ŰRKUTATÁS (passzív)                          | 18,6–18,8 GHz 1. MŰHOLDAS FÖLD-KUTATÁS (passzív) 2. ÁLLANDÓHELYŰ 3. MŰHOLDAS ÁLLANDÓHELYŰ (űr–Föld irány) 4. MOZGÓ, a légi mozgó kivételével 5. Űrkutatás (passzív)                          | 18,6–18,8 GHz 1. MŰHOLDAS FÖLD-KUTATÁS (passzív) 2. ÁLLANDÓHELYŰ 3. MŰHOLDAS ÁLLANDÓHELYŰ (űr–Föld irány) 4. MOZGÓ, a légi mozgó kivételével 5. Űrkutatás (passzív)                              |
| 18,8–19,3 GHz 1. ÁLLANDÓHELYŰ 2. MŰHOLDAS ÁLLANDÓHELYŰ (űr–Föld irány) 3. MOZGÓ | 18,8–19,3 GHz 1. ÁLLANDÓHELYŰ 2. MŰHOLDAS ÁLLANDÓHELYŰ (űr–Föld irány) 3. MOZGÓ | 18,8–19,3 GHz 1. ÁLLANDÓHELYŰ 2. MŰHOLDAS ÁLLANDÓHELYŰ (űr–Föld irány) 3. MOZGÓ | 18,8–19,3 GHz 1. ÁLLANDÓHELYŰ 2. MŰHOLDAS ÁLLANDÓHELYŰ (űr–Föld irány) 3. MOZGÓ |
| 19,3–19,7 GHz 1. ÁLLANDÓHELYŰ 2. MŰHOLDAS ÁLLANDÓHELYŰ (űr–Föld irány) (Föld–űr irány) 3. MOZGÓ                                                                                              | 19,3–19,7 GHz 1. ÁLLANDÓHELYŰ 2. MŰHOLDAS ÁLLANDÓHELYŰ (űr–Föld irány) (Föld–űr irány) 3. MOZGÓ                                                                                              | 19,3–19,7 GHz 1. ÁLLANDÓHELYŰ 2. MŰHOLDAS ÁLLANDÓHELYŰ (űr–Föld irány) (Föld–űr irány) 3. MOZGÓ                                                                                              | 19,3–19,7 GHz 1. ÁLLANDÓHELYŰ 2. MŰHOLDAS ÁLLANDÓHELYŰ (űr–Föld irány) (Föld–űr irány) 3. MOZGÓ                                                                                                  |
| 19,7–20,1 GHz 1. MŰHOLDAS ÁLLANDÓHELYŰ (űr–Föld irány) 2. Műholdas mozgó (űr–Föld irány) | 19,7–20,1 GHz 1. MŰHOLDAS ÁLLANDÓHELYŰ (űr–Föld irány) 2. Műholdas mozgó (űr–Föld irány) | 19,7–20,1 GHz 1. MŰHOLDAS ÁLLANDÓHELYŰ (űr–Föld irány) 2. Műholdas mozgó (űr–Föld irány) | 19,7–20,1 GHz 1. MŰHOLDAS ÁLLANDÓHELYŰ (űr–Föld irány) 2. Műholdas mozgó (űr–Föld irány) |
| 20,1–20,2 GHz 1. MŰHOLDAS ÁLLANDÓHELYŰ (űr–Föld irány) 2. MŰHOLDAS MOZGÓ (űr–Föld irány) | 20,1–20,2 GHz 1. MŰHOLDAS ÁLLANDÓHELYŰ (űr–Föld irány) 2. MŰHOLDAS MOZGÓ (űr–Föld irány) | 20,1–20,2 GHz 1. MŰHOLDAS ÁLLANDÓHELYŰ (űr–Föld irány) 2. MŰHOLDAS MOZGÓ (űr–Föld irány) | 20,1–20,2 GHz 1. MŰHOLDAS ÁLLANDÓHELYŰ (űr–Föld irány) 2. MŰHOLDAS MOZGÓ (űr–Föld irány) |
| 20,2–21,2 GHz 1. MŰHOLDAS ÁLLANDÓHELYŰ (űr–Föld irány) 2. MŰHOLDAS MOZGÓ (űr–Föld irány) 3. Műholdas hiteles frekvencia és órajel (űr–Föld irány)                                            | 20,2–21,2 GHz 1. MŰHOLDAS ÁLLANDÓHELYŰ (űr–Föld irány) 2. MŰHOLDAS MOZGÓ (űr–Föld irány) 3. Műholdas hiteles frekvencia és órajel (űr–Föld irány)                                            | 20,2–21,2 GHz 1. MŰHOLDAS ÁLLANDÓHELYŰ (űr–Föld irány) 2. MŰHOLDAS MOZGÓ (űr–Föld irány) 3. Műholdas hiteles frekvencia és órajel (űr–Föld irány)                                            | 20,2–21,2 GHz 1. MŰHOLDAS ÁLLANDÓHELYŰ (űr–Föld irány) 2. MŰHOLDAS MOZGÓ (űr–Föld irány) 3. Műholdas hiteles frekvencia és órajel (űr–Föld irány)                                                |
| 21,2–21,4 GHz 1. MŰHOLDAS FÖLD-KUTATÁS (passzív) 2. ÁLLANDÓHELYŰ 3. MOZGÓ 4. ŰRKUTATÁS (passzív)                                                                                             | 21,2–21,4 GHz 1. MŰHOLDAS FÖLD-KUTATÁS (passzív) 2. ÁLLANDÓHELYŰ 3. MOZGÓ 4. ŰRKUTATÁS (passzív)                                                                                             | 21,2–21,4 GHz 1. MŰHOLDAS FÖLD-KUTATÁS (passzív) 2. ÁLLANDÓHELYŰ 3. MOZGÓ 4. ŰRKUTATÁS (passzív)                                                                                             | 21,2–21,4 GHz 1. MŰHOLDAS FÖLD-KUTATÁS (passzív) 2. ÁLLANDÓHELYŰ 3. MOZGÓ 4. ŰRKUTATÁS (passzív)                                                                                                 |
| 21,4–22 GHz 1. ÁLLANDÓHELYŰ 2. MOZGÓ 3. MŰHOLDAS MŰSORSZÓRÁS | 21,4–22 GHz 1. ÁLLANDÓHELYŰ 2. MOZGÓ | 21,4–22 GHz 1. ÁLLANDÓHELYŰ 2. MOZGÓ 3. MŰHOLDAS MŰSORSZÓRÁS | 21,4–22 GHz 1. ÁLLANDÓHELYŰ 2. MOZGÓ 3. MŰHOLDAS MŰSORSZÓRÁS |
| 22–22,21 GHz 1. ÁLLANDÓHELYŰ 2. MOZGÓ, a légi mozgó kivételével | 22–22,21 GHz 1. ÁLLANDÓHELYŰ 2. MOZGÓ, a légi mozgó kivételével | 22–22,21 GHz 1. ÁLLANDÓHELYŰ 2. MOZGÓ, a légi mozgó kivételével | 22–22,21 GHz 1. ÁLLANDÓHELYŰ 2. MOZGÓ, a légi mozgó kivételével |
| 22,21–22,5 GHz 1. MŰHOLDAS FÖLD-KUTATÁS (passzív) 2. ÁLLANDÓHELYŰ 3. MOZGÓ, a légi mozgó kivételével 4. RÁDIÓCSILLAGÁSZAT 5. ŰRKUTATÁS (passzív)                                             | 22,21–22,5 GHz 1. MŰHOLDAS FÖLD-KUTATÁS (passzív) 2. ÁLLANDÓHELYŰ 3. MOZGÓ, a légi mozgó kivételével 4. RÁDIÓCSILLAGÁSZAT 5. ŰRKUTATÁS (passzív)                                             | 22,21–22,5 GHz 1. MŰHOLDAS FÖLD-KUTATÁS (passzív) 2. ÁLLANDÓHELYŰ 3. MOZGÓ, a légi mozgó kivételével 4. RÁDIÓCSILLAGÁSZAT 5. ŰRKUTATÁS (passzív)                                             | 22,21–22,5 GHz 1. MŰHOLDAS FÖLD-KUTATÁS (passzív) 2. ÁLLANDÓHELYŰ 3. MOZGÓ, a légi mozgó kivételével 4. RÁDIÓCSILLAGÁSZAT 5. ŰRKUTATÁS (passzív)                                                 |
| 22,5–22,55 GHz 1. ÁLLANDÓHELYŰ 2. MOZGÓ | 22,5–22,55 GHz 1. ÁLLANDÓHELYŰ 2. MOZGÓ | 22,5–22,55 GHz 1. ÁLLANDÓHELYŰ 2. MOZGÓ | 22,5–22,55 GHz 1. ÁLLANDÓHELYŰ 2. MOZGÓ |
| 22,55–23,15 GHz 1. ÁLLANDÓHELYŰ 2. MŰHOLDAK KÖZÖTTI 3. MOZGÓ 4. ŰRKUTATÁS (Föld–űr irány) | 22,55–23,15 GHz 1. ÁLLANDÓHELYŰ 2. MŰHOLDAK KÖZÖTTI 3. MOZGÓ 4. ŰRKUTATÁS (Föld–űr irány) | 22,55–23,15 GHz 1. ÁLLANDÓHELYŰ 2. MŰHOLDAK KÖZÖTTI 3. MOZGÓ 4. ŰRKUTATÁS (Föld–űr irány) | 22,55–23,15 GHz 1. ÁLLANDÓHELYŰ 2. MŰHOLDAK KÖZÖTTI 3. MOZGÓ 4. ŰRKUTATÁS (Föld–űr irány) |
| 23,15–23,55 GHz 1. ÁLLANDÓHELYŰ 2. MŰHOLDAK KÖZÖTTI 3. MOZGÓ | 23,15–23,55 GHz 1. ÁLLANDÓHELYŰ 2. MŰHOLDAK KÖZÖTTI 3. MOZGÓ | 23,15–23,55 GHz 1. ÁLLANDÓHELYŰ 2. MŰHOLDAK KÖZÖTTI 3. MOZGÓ | 23,15–23,55 GHz 1. ÁLLANDÓHELYŰ 2. MŰHOLDAK KÖZÖTTI 3. MOZGÓ |
| 23,55–23,6 GHz 1. ÁLLANDÓHELYŰ 2. MOZGÓ | 23,55–23,6 GHz 1. ÁLLANDÓHELYŰ 2. MOZGÓ | 23,55–23,6 GHz 1. ÁLLANDÓHELYŰ 2. MOZGÓ | 23,55–23,6 GHz 1. ÁLLANDÓHELYŰ 2. MOZGÓ |
| 23,6–24 GHz 1. MŰHOLDAS FÖLD-KUTATÁS (passzív) 2. RÁDIÓCSILLAGÁSZAT 3. ŰRKUTATÁS (passzív)                                                                                                   | 23,6–24 GHz 1. MŰHOLDAS FÖLD-KUTATÁS (passzív) 2. RÁDIÓCSILLAGÁSZAT 3. ŰRKUTATÁS (passzív)                                                                                                   | 23,6–24 GHz 1. MŰHOLDAS FÖLD-KUTATÁS (passzív) 2. RÁDIÓCSILLAGÁSZAT 3. ŰRKUTATÁS (passzív)                                                                                                   | 23,6–24 GHz 1. MŰHOLDAS FÖLD-KUTATÁS (passzív) 2. RÁDIÓCSILLAGÁSZAT 3. ŰRKUTATÁS (passzív) |
| 24–24,05 GHz 1. AMATŐR 2. MŰHOLDAS AMATŐR | 24–24,05 GHz 1. AMATŐR 2. MŰHOLDAS AMATŐR | 24–24,05 GHz 1. AMATŐR 2. MŰHOLDAS AMATŐR | 24–24,05 GHz 1. AMATŐR 2. MŰHOLDAS AMATŐR |
| 24,05–24,25 GHz 1. RÁDIÓLOKÁCIÓ 2. Amatőr 3. Műholdas Föld-kutatás (aktív) | 24,05–24,25 GHz 1. RÁDIÓLOKÁCIÓ 2. Amatőr 3. Műholdas Föld-kutatás (aktív) | 24,05–24,25 GHz 1. RÁDIÓLOKÁCIÓ 2. Amatőr 3. Műholdas Föld-kutatás (aktív) | 24,05–24,25 GHz 1. RÁDIÓLOKÁCIÓ 2. Amatőr 3. Műholdas Föld-kutatás (aktív) |
| 24,25–24,45 GHz 1. ÁLLANDÓHELYŰ 2. MOZGÓ, a légi mozgó kivételével | 24,25–24,45 GHz 1. ÁLLANDÓHELYŰ 5.532AA 2. MOZGÓ, a légi mozgó kivételével 3. RÁDIÓNAVIGÁCIÓ                                                                                                 | 24,25–24,45 GHz 1. ÁLLANDÓHELYŰ 2. MOZGÓ 3. RÁDIÓNAVIGÁCIÓ | 24,25–24,45 GHz 1. ÁLLANDÓHELYŰ 2. MOZGÓ, a légi mozgó kivételével |
| 24,45–24,65 GHz 1. ÁLLANDÓHELYŰ 2. MŰHOLDAK KÖZÖTTI 3. MOZGÓ, a légi mozgó kivételével | 24,45–24,65 GHz 1. ÁLLANDÓHELYŰ 2. MŰHOLDAK KÖZÖTTI 3. MOZGÓ, a légi mozgó kivételével 4. RÁDIÓNAVIGÁCIÓ                                                                                     | 24,45–24,65 GHz 1. ÁLLANDÓHELYŰ 2. MŰHOLDAK KÖZÖTTI 3. MOZGÓ 4. RÁDIÓNAVIGÁCIÓ | 24,45–24,65 GHz 1. ÁLLANDÓHELYŰ 2. MŰHOLDAK KÖZÖTTI 3. MOZGÓ, a légi mozgó kivételével |
| 24,65–24,75 GHz 1. ÁLLANDÓHELYŰ 2. MŰHOLDAS ÁLLANDÓHELYŰ (Föld–űr irány) 3. MŰHOLDAK KÖZÖTTI 4. MOZGÓ, a légi mozgó kivételével                                                              | 24,65–24,75 GHz 1. ÁLLANDÓHELYŰ 2. MŰHOLDAK KÖZÖTTI 3. MOZGÓ, a légi mozgó kivételével 4. MŰHOLDAS RÁDIÓLOKÁCIÓ (Föld–űr irány)                                                              | 24,65–24,75 GHz 1. ÁLLANDÓHELYŰ 2. MŰHOLDAS ÁLLANDÓHELYŰ (Föld–űr irány) 3. MŰHOLDAK KÖZÖTTI 4. MOZGÓ                                                                                        | 24,65–24,75 GHz 1. ÁLLANDÓHELYŰ 2. MŰHOLDAS ÁLLANDÓHELYŰ (Föld–űr irány) 3. MŰHOLDAK KÖZÖTTI 4. MOZGÓ, a légi mozgó kivételével                                                                  |
| 24,75–25,25 GHz 1. ÁLLANDÓHELYŰ 2. MŰHOLDAS ÁLLANDÓHELYŰ (Föld–űr irány) 3. MOZGÓ, a légi mozgó kivételével                                                                                  | 24,75–25,25 GHz 1. ÁLLANDÓHELYŰ 2. MŰHOLDAS ÁLLANDÓHELYŰ (Föld–űr irány) 3. MOZGÓ, a légi mozgó kivételével                                                                                  | 24,75–25,25 GHz 1. ÁLLANDÓHELYŰ 2. MŰHOLDAS ÁLLANDÓHELYŰ (Föld–űr irány) 3. MOZGÓ | 24,75–25,25 GHz 1. ÁLLANDÓHELYŰ 2. MŰHOLDAS ÁLLANDÓHELYŰ (Föld–űr irány) 3. MOZGÓ, a légi mozgó kivételével                                                                                      |
| 25,25–25,5 GHz 1. ÁLLANDÓHELYŰ 2. MŰHOLDAK KÖZÖTTI 3. MOZGÓ 5.338A 4. Műholdas hiteles frekvencia és órajel (Föld–űr irány)                                                                  | 25,25–25,5 GHz 1. ÁLLANDÓHELYŰ 2. MŰHOLDAK KÖZÖTTI 3. MOZGÓ 5.338A 4. Műholdas hiteles frekvencia és órajel (Föld–űr irány)                                                                  | 25,25–25,5 GHz 1. ÁLLANDÓHELYŰ 2. MŰHOLDAK KÖZÖTTI 3. MOZGÓ 5.338A 4. Műholdas hiteles frekvencia és órajel (Föld–űr irány)                                                                  | 25,25–25,5 GHz 1. ÁLLANDÓHELYŰ 2. MŰHOLDAK KÖZÖTTI 3. MOZGÓ 5.338A 4. Műholdas hiteles frekvencia és órajel (Föld–űr irány)                                                                      |
| 25,5–27 GHz 1. MŰHOLDAS FÖLD-KUTATÁS (űr–Föld irány) 2. ÁLLANDÓHELYŰ 3. MŰHOLDAK KÖZÖTTI 4. MOZGÓ 5. ŰRKUTATÁS (űr–Föld irány) 6. Műholdas hiteles frekvencia és órajel (Föld–űr irány)      | 25,5–27 GHz 1. MŰHOLDAS FÖLD-KUTATÁS (űr–Föld irány) 2. ÁLLANDÓHELYŰ 3. MŰHOLDAK KÖZÖTTI 4. MOZGÓ 5. ŰRKUTATÁS (űr–Föld irány) 6. Műholdas hiteles frekvencia és órajel (Föld–űr irány)      | 25,5–27 GHz 1. MŰHOLDAS FÖLD-KUTATÁS (űr–Föld irány) 2. ÁLLANDÓHELYŰ 3. MŰHOLDAK KÖZÖTTI 4. MOZGÓ 5. ŰRKUTATÁS (űr–Föld irány) 6. Műholdas hiteles frekvencia és órajel (Föld–űr irány)      | 25,5–27 GHz 1. MŰHOLDAS FÖLD-KUTATÁS (űr–Föld irány) 2. ÁLLANDÓHELYŰ 3. MŰHOLDAK KÖZÖTTI 4. MOZGÓ 5. ŰRKUTATÁS (űr–Föld irány) 6. Műholdas hiteles frekvencia és órajel (Föld–űr irány)          |
| 27–27,5 GHz 1. ÁLLANDÓHELYŰ 2. MŰHOLDAS ÁLLANDÓHELYŰ (Föld–űr irány) 3. MŰHOLDAK KÖZÖTTI 4. MOZGÓ                                                                                            | 27–27,5 GHz 1. ÁLLANDÓHELYŰ 2. MŰHOLDAS ÁLLANDÓHELYŰ (Föld–űr irány) 3. MŰHOLDAK KÖZÖTTI 4. MOZGÓ                                                                                            | 27–27,5 GHz 1. ÁLLANDÓHELYŰ 2. MŰHOLDAS ÁLLANDÓHELYŰ (Föld–űr irány) 3. MŰHOLDAK KÖZÖTTI 4. MOZGÓ                                                                                            | 27–27,5 GHz 1. ÁLLANDÓHELYŰ 2. MŰHOLDAK KÖZÖTTI 3. MOZGÓ |
| 27,5–28,5 GHz 1. ÁLLANDÓHELYŰ 2. MŰHOLDAS ÁLLANDÓHELYŰ (Föld–űr irány) 3. MOZGÓ | 27,5–28,5 GHz 1. ÁLLANDÓHELYŰ 2. MŰHOLDAS ÁLLANDÓHELYŰ (Föld–űr irány) 3. MOZGÓ | 27,5–28,5 GHz 1. ÁLLANDÓHELYŰ 2. MŰHOLDAS ÁLLANDÓHELYŰ (Föld–űr irány) 3. MOZGÓ | 27,5–27,501 GHz 1. ÁLLANDÓHELYŰ 2. MŰHOLDAS ÁLLANDÓHELYŰ (Föld–űr irány) 3. (űr–Föld irány) 4. MOZGÓ                                                                                             |
| 27,5–28,5 GHz 1. ÁLLANDÓHELYŰ 2. MŰHOLDAS ÁLLANDÓHELYŰ (Föld–űr irány) 3. MOZGÓ | 27,5–28,5 GHz 1. ÁLLANDÓHELYŰ 2. MŰHOLDAS ÁLLANDÓHELYŰ (Föld–űr irány) 3. MOZGÓ | 27,5–28,5 GHz 1. ÁLLANDÓHELYŰ 2. MŰHOLDAS ÁLLANDÓHELYŰ (Föld–űr irány) 3. MOZGÓ | 27,501–28,5 GHz 1. ÁLLANDÓHELYŰ 2. MŰHOLDAS ÁLLANDÓHELYŰ (Föld–űr irány) 3. MOZGÓ 4. Műholdas állandóhelyű (űr–Föld irány)                                                                       |
| 28,5–29,1 GHz 1. ÁLLANDÓHELYŰ 2. MŰHOLDAS ÁLLANDÓHELYŰ (Föld–űr irány) 3. MOZGÓ 4. Műholdas Föld-kutatás (űr–Föld irány)                                                                     | 28,5–29,1 GHz 1. ÁLLANDÓHELYŰ 2. MŰHOLDAS ÁLLANDÓHELYŰ (Föld–űr irány) 3. MOZGÓ 4. Műholdas Föld-kutatás (űr–Föld irány)                                                                     | 28,5–29,1 GHz 1. ÁLLANDÓHELYŰ 2. MŰHOLDAS ÁLLANDÓHELYŰ (Föld–űr irány) 3. MOZGÓ 4. Műholdas Föld-kutatás (űr–Föld irány)                                                                     | 28,5–29,1 GHz 1. ÁLLANDÓHELYŰ 2. MŰHOLDAS ÁLLANDÓHELYŰ (Föld–űr irány) 3. MOZGÓ 4. Műholdas Föld-kutatás (űr–Föld irány) 5. Műholdas állandóhelyű (űr–Föld irány)                                |
| 29,1–29,5 GHz 1. ÁLLANDÓHELYŰ 2. MŰHOLDAS ÁLLANDÓHELYŰ (Föld–űr irány) 3. MOZGÓ 4. Műholdas Föld-kutatás (űr–Föld irány)                                                                     | 29,1–29,5 GHz 1. ÁLLANDÓHELYŰ 2. MŰHOLDAS ÁLLANDÓHELYŰ (Föld–űr irány) 3. MOZGÓ 4. Műholdas Föld-kutatás (űr–Föld irány)                                                                     | 29,1–29,5 GHz 1. ÁLLANDÓHELYŰ 2. MŰHOLDAS ÁLLANDÓHELYŰ (Föld–űr irány) 3. MOZGÓ 4. Műholdas Föld-kutatás (űr–Föld irány)                                                                     | 29,1–29,5 GHz 1. ÁLLANDÓHELYŰ 2. MŰHOLDAS ÁLLANDÓHELYŰ (Föld–űr irány) 3. MOZGÓ 4. Műholdas Föld-kutatás (űr–Föld irány) 5. Műholdas állandóhelyű (űr–Föld irány)                                |
| 29,5–29,9 GHz 1. MŰHOLDAS ÁLLANDÓHELYŰ (Föld–űr irány) 2. Műholdas Föld-kutatás (Föld–űr irány) 3. Műholdas mozgó (Föld–űr irány)                                                            | 29,5–29,9 GHz 1. MŰHOLDAS ÁLLANDÓHELYŰ (Föld–űr irány) 2. MŰHOLDAS MOZGÓ (Föld–űr irány) 3. Műholdas Föld-kutatás (Föld–űr irány)                                                            | 29,5–29,9 GHz 1. MŰHOLDAS ÁLLANDÓHELYŰ (Föld–űr irány) 2. Műholdas Föld-kutatás (Föld–űr irány) 3. Műholdas mozgó (Föld–űr irány)                                                            | 29,5–29,9 GHz 1. MŰHOLDAS ÁLLANDÓHELYŰ (Föld–űr irány) 2. Műholdas Föld-kutatás (Föld–űr irány) 3. Műholdas állandóhelyű (űr–Föld irány) 4. Műholdas mozgó (Föld–űr irány)                       |
| 29,9–30 GHz 1. MŰHOLDAS ÁLLANDÓHELYŰ (Föld–űr irány) 2. MŰHOLDAS MOZGÓ (Föld–űr irány) 3. Műholdas Föld-kutatás (Föld–űr irány)                                                              | 29,9–30 GHz 1. MŰHOLDAS ÁLLANDÓHELYŰ (Föld–űr irány) 2. MŰHOLDAS MOZGÓ (Föld–űr irány) 3. Műholdas Föld-kutatás (Föld–űr irány)                                                              | 29,9–30 GHz 1. MŰHOLDAS ÁLLANDÓHELYŰ (Föld–űr irány) 2. MŰHOLDAS MOZGÓ (Föld–űr irány) 3. Műholdas Föld-kutatás (Föld–űr irány)                                                              | 29,9–29,999 GHz 1. MŰHOLDAS ÁLLANDÓHELYŰ (Föld–űr irány) 2. MŰHOLDAS MOZGÓ (Föld–űr irány) 3. Műholdas Föld-kutatás (Föld–űr irány) 4. Műholdas állandóhelyű (űr–Föld irány)                     |
| 29,9–30 GHz 1. MŰHOLDAS ÁLLANDÓHELYŰ (Föld–űr irány) 2. MŰHOLDAS MOZGÓ (Föld–űr irány) 3. Műholdas Föld-kutatás (Föld–űr irány)                                                              | 29,9–30 GHz 1. MŰHOLDAS ÁLLANDÓHELYŰ (Föld–űr irány) 2. MŰHOLDAS MOZGÓ (Föld–űr irány) 3. Műholdas Föld-kutatás (Föld–űr irány)                                                              | 29,9–30 GHz 1. MŰHOLDAS ÁLLANDÓHELYŰ (Föld–űr irány) 2. MŰHOLDAS MOZGÓ (Föld–űr irány) 3. Műholdas Föld-kutatás (Föld–űr irány)                                                              | 29,999–30 GHz 1. MŰHOLDAS ÁLLANDÓHELYŰ (Föld–űr irány) 2. (űr–Föld irány) 3. MŰHOLDAS MOZGÓ (Föld–űr irány) 4. Műholdas Föld-kutatás (Föld–űr irány)                                             |